# Personaggi di Stranger Things
Questa voce contiene un elenco dei personaggi presenti nella serie televisiva Stranger Things.

## Personaggi principali
- Joyce Byers (stagioni 1-4), interpretata da Winona Ryder, doppiata da Giuppy Izzo
È l'amorevole e coraggiosa madre del dodicenne scomparso Will Byers e del fratello maggiore Jonathan, con i quali vive da separata dopo aver divorziato dal marito Lonnie. Nata nel 1943, è un’ex-compagna e coetanea di Hopper. Nella seconda stagione avrà una relazione con Bob Newby, suo altro ex compagno di scuola che morirà eroicamente nel finale. Nel corso della terza stagione si innamora di Hopper ma senza intraprendere una relazione con lui, poiché inizialmente ancora distrutta dalla morte di Bob. Nella quarta stagione aiuta a ritrovare Hopper in Russia e si innamora di quest'ultimo iniziando una relazione.
- James "Jim" Hopper (stagioni 1-4), interpretato da David Harbour, doppiato da Alessandro Budroni.
È il capo della polizia di Hawkins. Si è separato dalla moglie dopo la morte per tumore della figlia Sarah, evento che gli ha causato anche problemi di alcolismo. Scorbutico ma fedele alla giustizia, dimostra uno spirito cinico, ma onesto e pronto al sacrificio. Alla fine della seconda stagione adotterà Undici, dopo averla protetta durante la stagione in un rifugio nel bosco. Nella terza stagione si innamora di Joyce, sua ex-compagna e coetanea, ma senza intraprendere una relazione con lei. Alla fine della terza stagione viene dato per morto in seguito ad un'esplosione, nella quarta stagione si scoprirà che lui è ancora vivo e si trova in Russia, verso la fine della stagione intraprenderà una relazione con Joyce.
- Michael "Mike" Wheeler (stagioni 1-4), interpretato da Finn Wolfhard, doppiato da Tommaso Di Giacomo (stagione 1) e da Giulio Bartolomei (stagioni 2-4). È uno dei membri del gruppo di amici nati nel 1971, nonché fratello minore di Nancy e maggiore di Holly; è un ragazzino intelligente e coraggioso che spesso fa da "capobanda" al gruppo, a partire dalle partite di D&D in cui spesso ricopre il ruolo di Master. È innamorato di Undici che ha ospitato a casa sua e con la quale intraprenderà una relazione nella terza stagione. Nella quarta stagione soffrirà per la separazione da Undici ma poi la andrà a trovare in California e l’aiuterà a sconfiggere Vecna esprimendole tutto il suo amore.
- Undici/Jane Hopper (stagioni 1-4), interpretata da Millie Bobby Brown, doppiata da Chiara Fabiano.
Abbreviata con Undi (in inglese El, da Eleven), è la bambina misteriosa incontrata da Mike, Dustin e Lucas, loro coetanea, mentre questi ultimi sono sulle tracce dell'amico scomparso Will e i quali le assegnano questo nome per il numero presente sul braccio della bambina (011). Trova rifugio presso casa di Mike mentre è in fuga da un laboratorio segreto. È dotata di poteri telecinetici e ha i capelli rasati ma poi le ricresceranno. Nata come Jane Ives, era stata rapita dagli agenti del laboratorio subito dopo la nascita. Schiva e sospettosa a causa del suo passato, imparerà presto a conoscere i suoi poteri e il mondo intorno a lei, a cui la introdurranno i ragazzi e in particolare Mike. I waffle Eggo diventeranno presto il suo cibo preferito. Innamorata di Mike, non sarà più nascosta e intraprenderà con lui una relazione, diventerà amica di Max e verrà adottata da Hopper nel lasso di tempo tra la seconda e la terza stagione. Alla fine della quarta stagione "sconfiggerà" Vecna con i suoi poteri per poi ricongiungersi con i suoi amici. Salverà la vita a Max facendola andare in coma con i suoi poteri.
- Dustin Henderson (stagioni 1-4), interpretato da Gaten Matarazzo, doppiato da Mattia Fabiano.
Uno dei migliori amici di Mike, Will e Lucas, è un ragazzino simpatico e sagace, vero collante del gruppo, come gli altri ragazzi appassionato di scienza e del genere fantasy. Soffre di disostosi cleidocranica che gli provoca sigmatismo. Nella terza stagione si fidanza con Suzie, una ragazza mormone, con la quale riesce a comunicare tramite contatto radio e stringerà un forte rapporto con Steve Harrington. Nella quarta stagione stringerà una forte amicizia con Eddie Munson rimanendo duramente colpito dopo la sua morte.
- Lucas Sinclair (stagioni 1-4), interpretato da Caleb McLaughlin, doppiato da Luca De Ambrosis.
Altro stretto amico di Mike, Dustin e Will, è un ragazzino coraggioso e intraprendente. Spesso mantiene il sangue freddo e guida le decisioni del gruppo grazie alla sua ferma morale. Nella terza stagione intraprende una relazione con Max e nonostante lei lo lascerà tra la terza e la quarta a causa della perdita di Billy rimarranno ancora innamorati. Nella quarta stagione delude i suoi amici unendosi con i bulli della scuola che cercano vendetta verso Eddie. Alla fine della stagione si ricongiunge con i suoi amici aiutandoli a sconfiggere Vecna ma vedendo Max "morire" tra le sue braccia.
- William "Will" Byers (stagioni 1-4), interpretato da Noah Schnapp, doppiato da Lorenzo Farina (stagione 1) ed Emanuele Suarez (stagioni 2-4).
È il bambino/ragazzino che scompare misteriosamente nel primo episodio della prima stagione, stretto amico di Mike, Dustin e Lucas. Nato il 22 marzo 1971, è spesso preso di mira dai bulli della scuola; è un bambino dolce, sensibile e buono, dotato di spiccata intelligenza e creatività, espressa tramite il disegno. Resterà segnato dal periodo passato nel Sottosopra, venendo posseduto dal Mind Flayer durante la seconda stagione, e svilupperà il riconoscimento dei nemici del Sottosopra tramite la pelle d’oca alla nuca. Possiede un legame molto forte con Mike, di cui è segretamente innamorato.
- Jonathan Byers (stagioni 1-4), interpretato da Charlie Heaton, doppiato da Federico Campaiola
È il fratello maggiore di Will, nato nel 1967. È un ragazzo intelligente, schivo e solitario, amante della musica e della fotografia. Emarginato rispetto alla maggior parte dei suoi coetanei, si dimostra molto protettivo e responsabile nei confronti del fratellino. È innamorato di Nancy, inizialmente non ricambiato, ma dalla seconda stagione si mettono insieme
- Nancy Wheeler (stagioni 1-4), interpretata da Natalia Dyer, doppiata da Veronica Benassi.
È la sorella maggiore di Mike e Holly, nata nel 1968. Ragazza tenace alla ricerca della sua indipendenza, durante la serie dovrà affrontare le problematiche relative ai primi amori e l'evoluzione del suo carattere sensibile. Dopo una storia con Steve fino a metà della seconda stagione, si fidanza con Jonathan alla fine della stessa. Alla fine della quarta stagione, insieme a Steve e Robin riesce apparentemente a distruggere il corpo di Vecna, in seguito si ricongiungerà con Jonathan.
- Steve Harrington (stagioni 1-4), interpretato da Joe Keery, doppiato da Alessandro Campaiola.
È il popolare ragazzo che Nancy, due anni più piccola di lui, inizia a frequentare. Ragazzo bello, coraggioso, spiritoso e audace che, come Nancy, dovrà fare i conti con la sua personalità in cambiamento e con i primi problemi di cuore. Subirà un notevole cambiamento a partire dalla fine della prima stagione, abbandonando i modi superficiali in cui era solito comportarsi, diventando protettivo e sempre pronto al sacrificio per i suoi amici. Stringerà un legame fraterno con Dustin e Robin, e si innamorerà di quest'ultima; dopo essersi dichiarato a lei, verrà rifiutato, scoprendo così l'omosessualità della ragazza, a cui continuerà a voler bene. Durante la terza stagione, aiuterà Dustin a scoprire la posizione della base sovietica sotterranea, rimanendo però intrappolato insieme a Robin ed Erica per quattro giorni. Nella quarta stagione sarà uno dei protagonisti insieme al gruppo di Hawkins e ricoprirà un ruolo molto importante aiutando a scoprire la posizione di uno dei portali di Vecna, rimanendo però ferito gravemente alla pancia e alla schiena dai Demopipistrelli.
- Maxine "Max" Mayfield (stagioni 2-4), interpretata da Sadie Sink, doppiata da Vittoria Bartolomei.
Soprannominata "Mad Max", è una ragazzina dal passato complicato, con un aspetto e uno stile da maschiaccio, accompagnata dal suo skateboard. Dai capelli rossi e dal viso imbronciato, tirerà fuori un carattere decisamente forte. Inizialmente Undici, sua coetanea, mostra ostilità nei suoi confronti, dopo averla vista chiacchierare intimamente con Mike, ma le due ragazze diventeranno amiche agli inizi della terza stagione. Ha un fratellastro, Billy, che lei odiava, ma resterà traumatizzata dalla sua morte finendo per lasciare Lucas, con il quale aveva intrapreso una relazione nella terza stagione. Nella quarta stagione riesce a scappare da Vecna grazie ai suoi amici, ma alla fine della stagione verrà uccisa da Vecna attraverso la maledizione per poi essere resuscitata da Undici rimanendo in coma.
- Karen Wheeler (stagioni 1-4), interpretata da Cara Buono, doppiata da Nunzia Di Somma.
È la madre di Mike, Nancy e Holly. Premurosa e gentile, è devota alla famiglia, ma poco aiutata nella gestione dei figli dal marito, Ted. Sviluppa un’attrazione per Billy Hargrove, ma alla fine rinuncia alla tentazione per tenere insieme la propria famiglia.
- Martin Brenner (stagioni 1-2, 4), interpretato da Matthew Modine, doppiato da Stefano Benassi.
È uno dei principali scienziati e responsabili che gestiscono il laboratorio segreto dal quale è fuggita Undici. Cinico e spietato, cercherà in tutti i modi di catturarla. Chiamato papà da Undi e dai suoi ex “fratelli” del laboratorio, viene inizialmente creduto morto, ma tornerà nella quarta stagione finendo per morire durante la fuga dal laboratorio nell'ottavo episodio. È probabilmente nato agli inizi degli anni ‘30.
- William "Billy" Hargrove (stagioni 2-4), interpretato da Dacre Montgomery, doppiato da Mirko Cannella.
È lo sprezzante e narcisista fratellastro di Max, più grande di lei di quattro anni, nato il 29 marzo del ‘67, dal comportamento violento e poco prevedibile. Segnato anch'egli da un passato difficile come la sorellastra, il suo ruolo sarà fondamentale durante la terza stagione. Farà delle avances a Karen tra seconda e terza stagione, ma la donna rifiuterà per non causare problemi alla propria famiglia. Verrà posseduto dal Mind Flayer nella terza stagione, ma incitato da Undici la libererà nell’ultimo episodio, finendo per essere ucciso brutalmente dal mostro di carne che aveva attaccato lo Starcourt Mall.
- Robert "Bob" Newby (stagione 2-3), interpretato da Sean Astin, doppiato da Luigi Ferraro.
Ex compagno di scuola di Joyce e Hopper, dunque nato nel 1943, gestisce Radio Shack, un piccolo negozio di riparazioni radio e TV. Uomo buono, gentile, ma talvolta ingenuo, è legato sentimentalmente a Joyce durante la seconda stagione. Alla fine di essa morirà divorato dai Democani, finendo per essere considerato un eroe, e per la quale morte Joyce non vorrà inizialmente frequentare Hopper nella seguente stagione.
- Samuel "Sam" Owens (stagioni 2, 4, guest star stagione 3) interpretato da Paul Reiser, doppiato da Antonio Sanna.
Agente del Dipartimento dell'energia, incaricato di contenere l'apertura del portale per il Sottosopra per impedire la diffusione dei suoi effetti all'interno di Hawkins. Inciterà Undici nella quarta stagione a seguirla per riappropriarsi dei suoi poteri. È probabilmente nato un decennio dopo la prima guerra mondiale, risultando perciò il più anziano dei personaggi.
- Erica Sinclair (stagioni 2-4) interpretata da Priah Ferguson, doppiata da Anita Ferraro.
È la sorella minore di Lucas. Ha 8-11 anni, nata probabilmente nel 1975, è una ragazzina molto sveglia e dal carattere vispo e provocatorio. Saprà farsi valere e riuscirà a far sentire la sua voce all'interno del gruppo, aiutando ad annientare i russi della base sotterranea (terza stagione) e Vecna (quarta stagione).
- Murray Bauman (stagioni 2-4), interpretato da Brett Gelman, doppiato da Francesco Cavuoto.
È un cospirazionista con un passato da giornalista. Parla fluentemente russo. Nella terza stagione sarà di fondamentale aiuto per Joyce e Hopper, per accedere al macchinario costruito dai russi nella base segreta sotto lo Starcourt Mall grazie anche all'aiuto del russo Alexei Smirnoff, la cui morte rattristerà Murray (diventatoci amico e complice delle battute riguardo l’intrigo amoroso tra Joyce e Hopper). Nella quarta stagione seguirà Joyce in Alaska e nella Kamčatka sovietica per salvare Hopper. È poco più piccolo di Joyce e Hopper, nato quindi verso la fine della seconda guerra mondiale.
- Robin Buckley (stagioni 3-4) interpretata da Maya Hawke, doppiata da Emanuela Ionica.
Nata nel marzo del 1968, è una ragazza bella, forte e brillante, coetanea di Nancy con cui nella quarta stagione diventerà amica. Lavora con Steve presso la gelateria Scoops Ahoy dello Starcourt Mall nella terza stagione e poi, dopo la distruzione del centro commerciale, al Family Video sempre con lui, una videoteca cittadina nella quarta stagione. Parla quattro lingue, fa parte della banda della Hawkins High School ed è lesbica, in quanto sviluppa una cotta per un'altra ragazza della banda della scuola, Vickie.

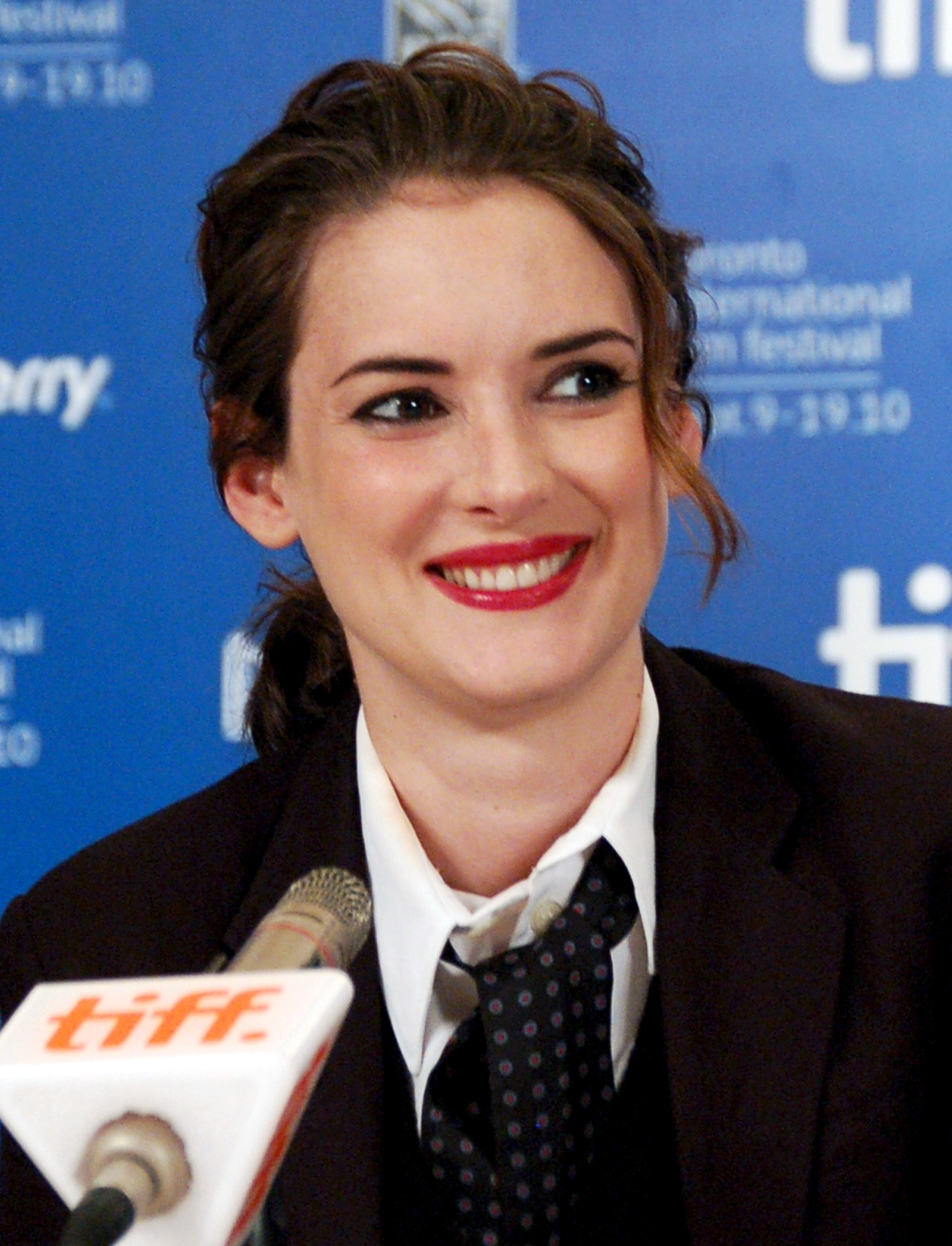
Winona Ryder interpreta Joyce Byers
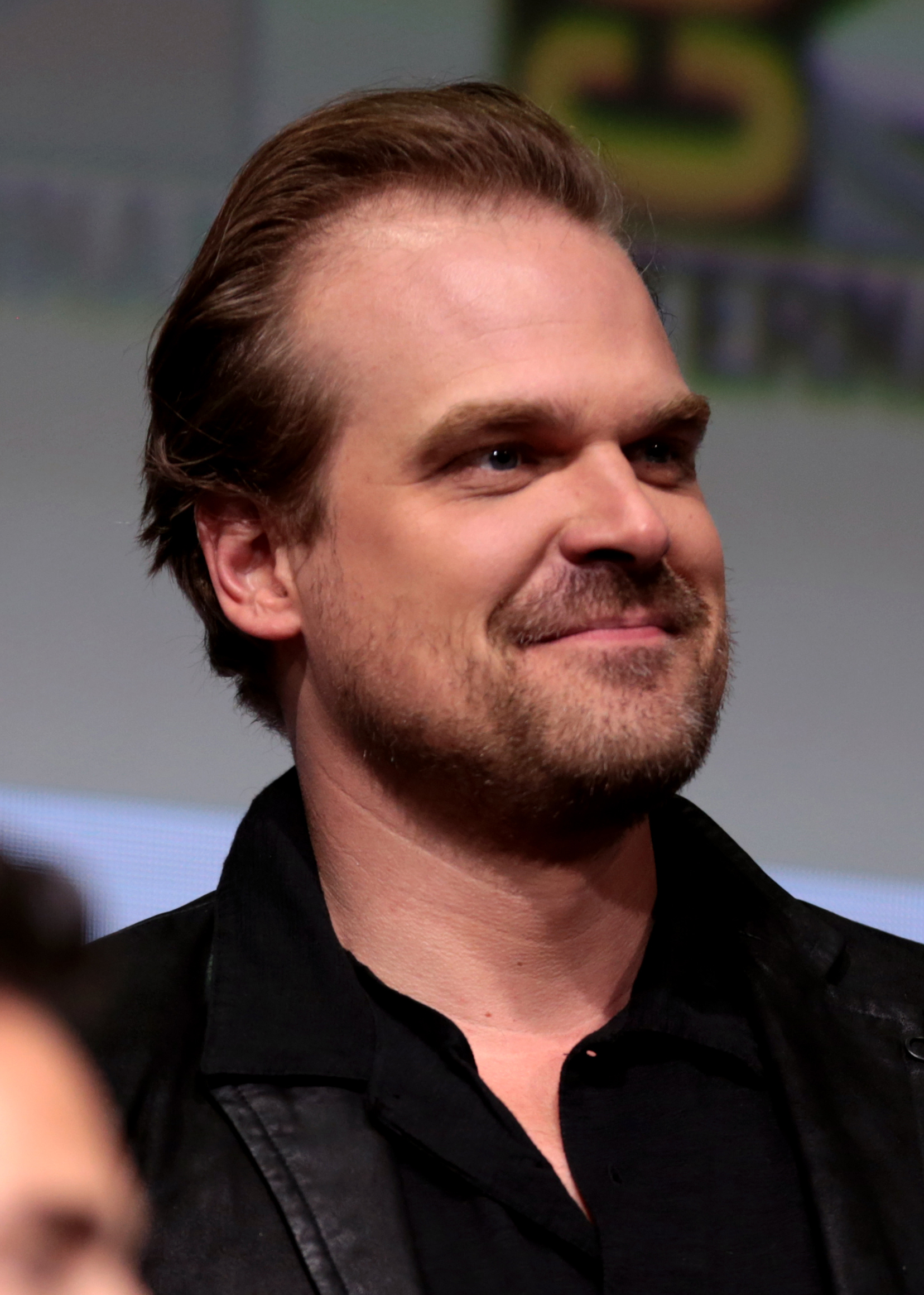
David Harbour interpreta Jim Hopper
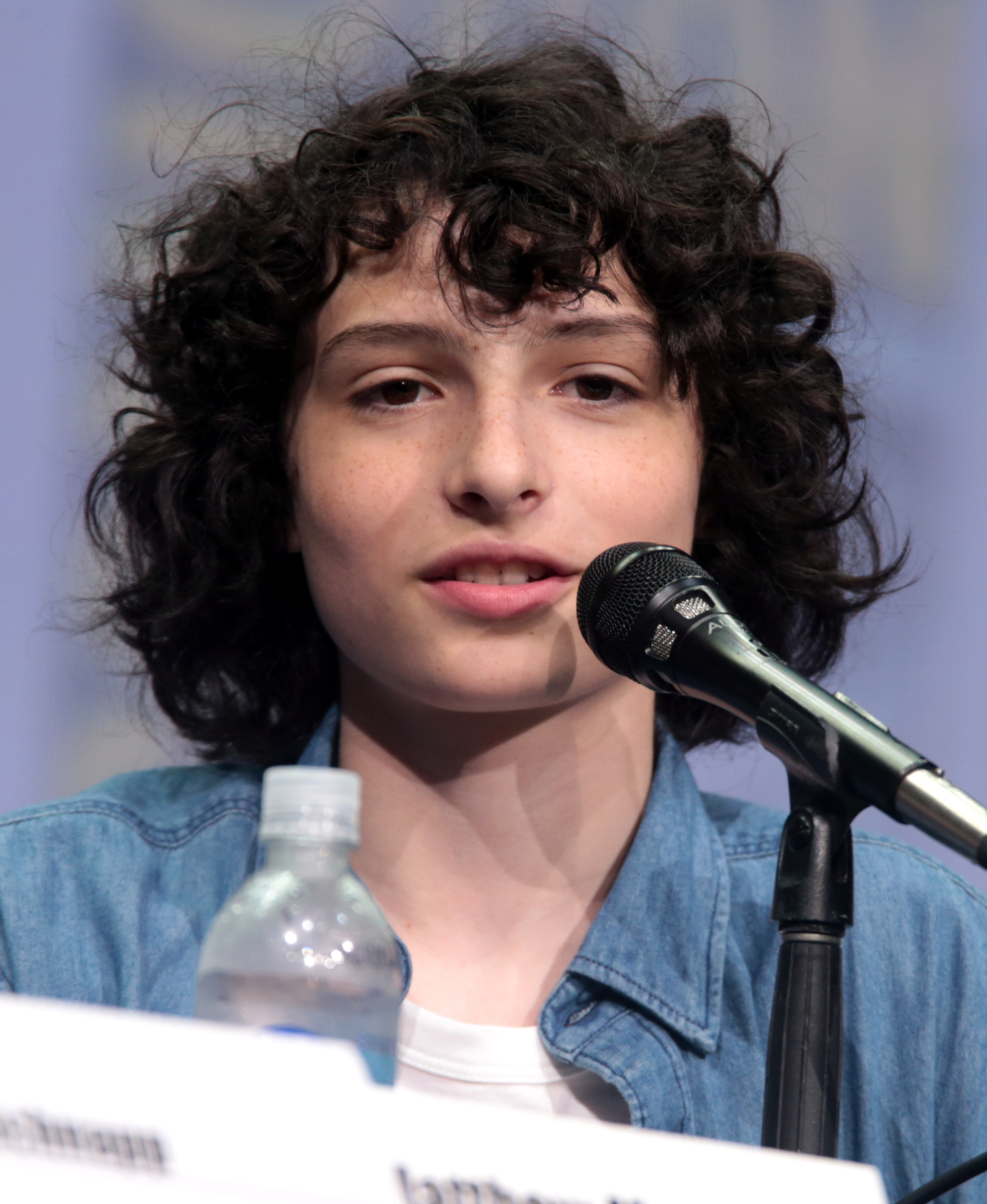
Finn Wolfhard interpreta Mike Wheeler
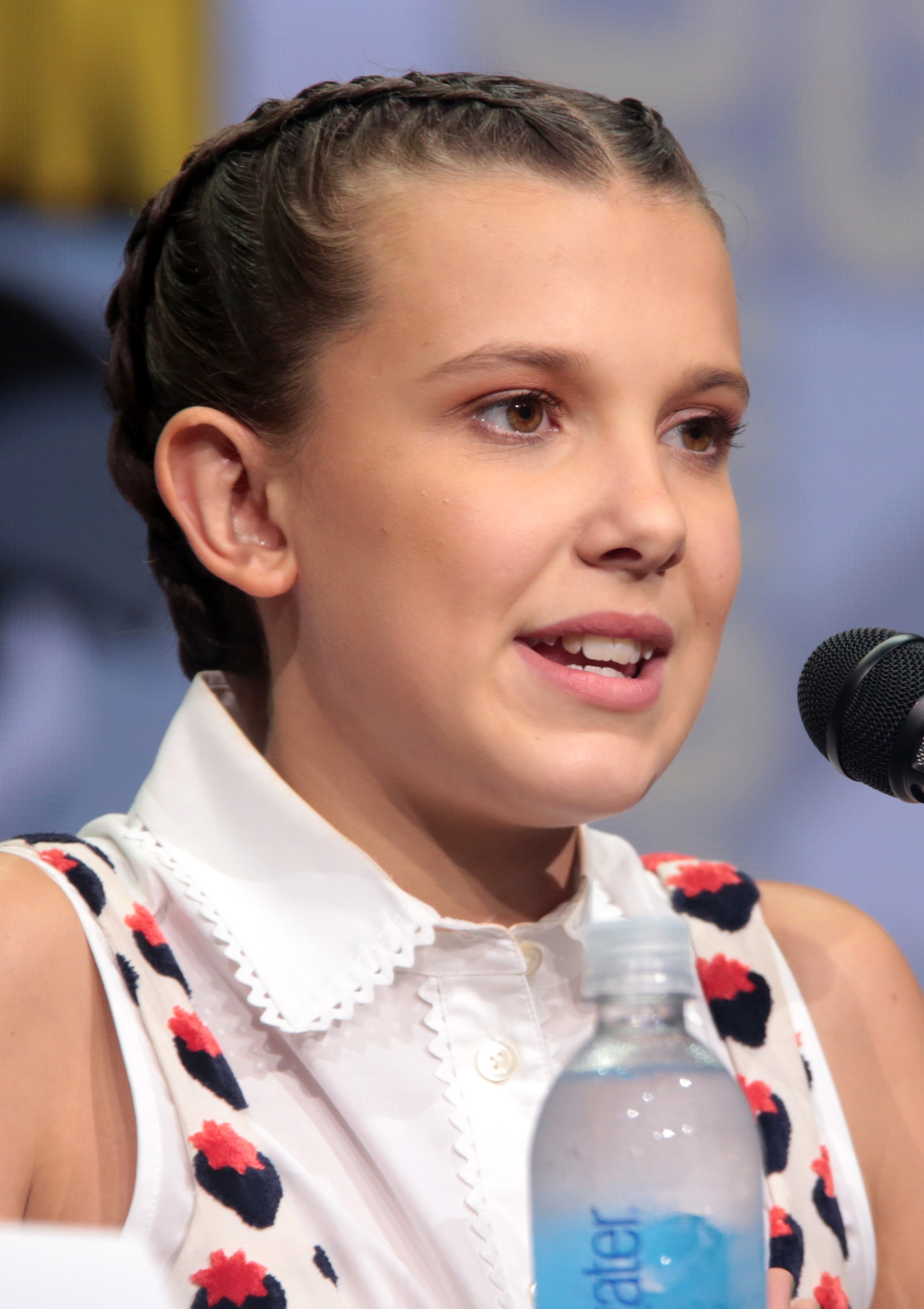
Millie Bobby Brown interpreta Undici
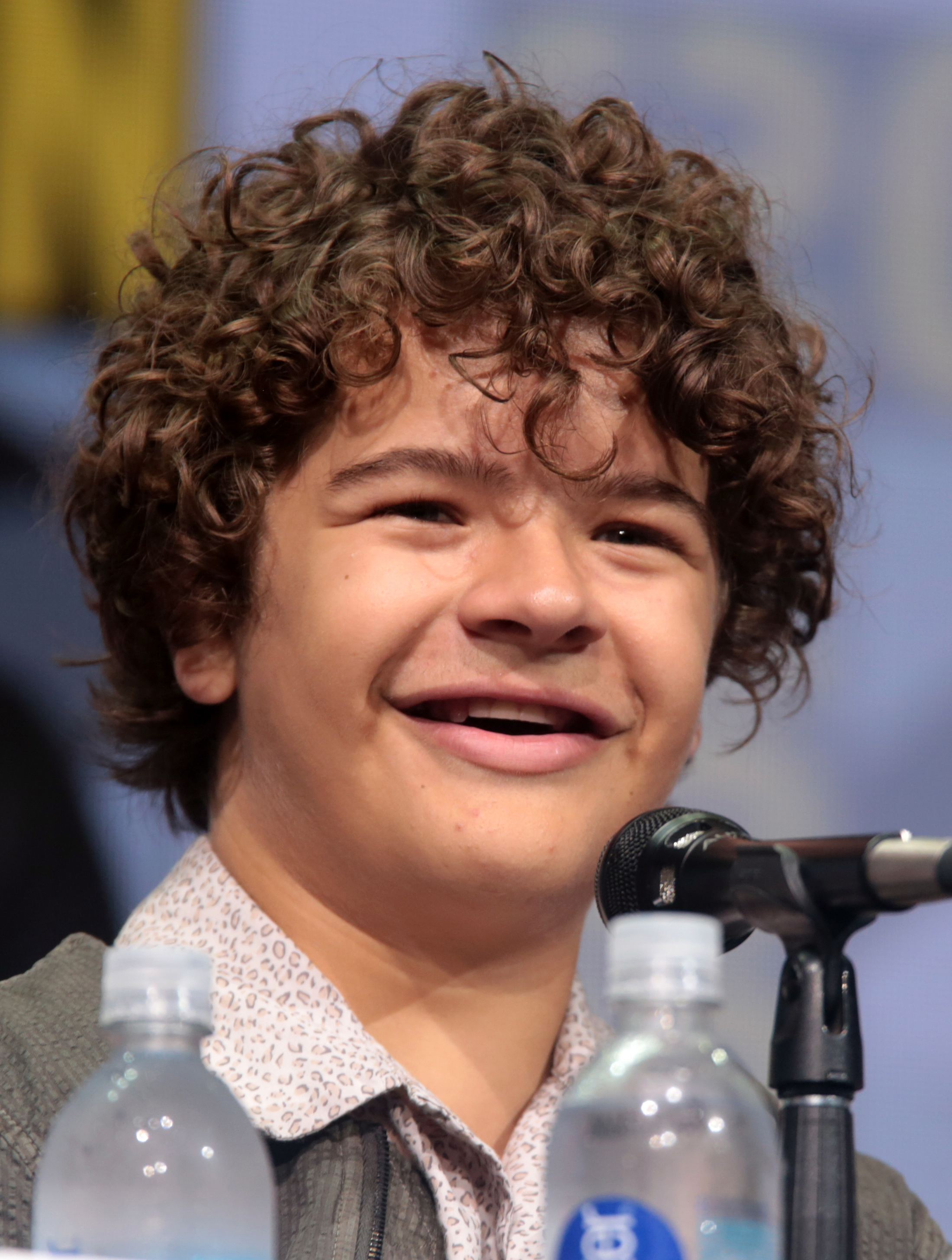
Gaten Matarazzo interpreta Dustin Henderson
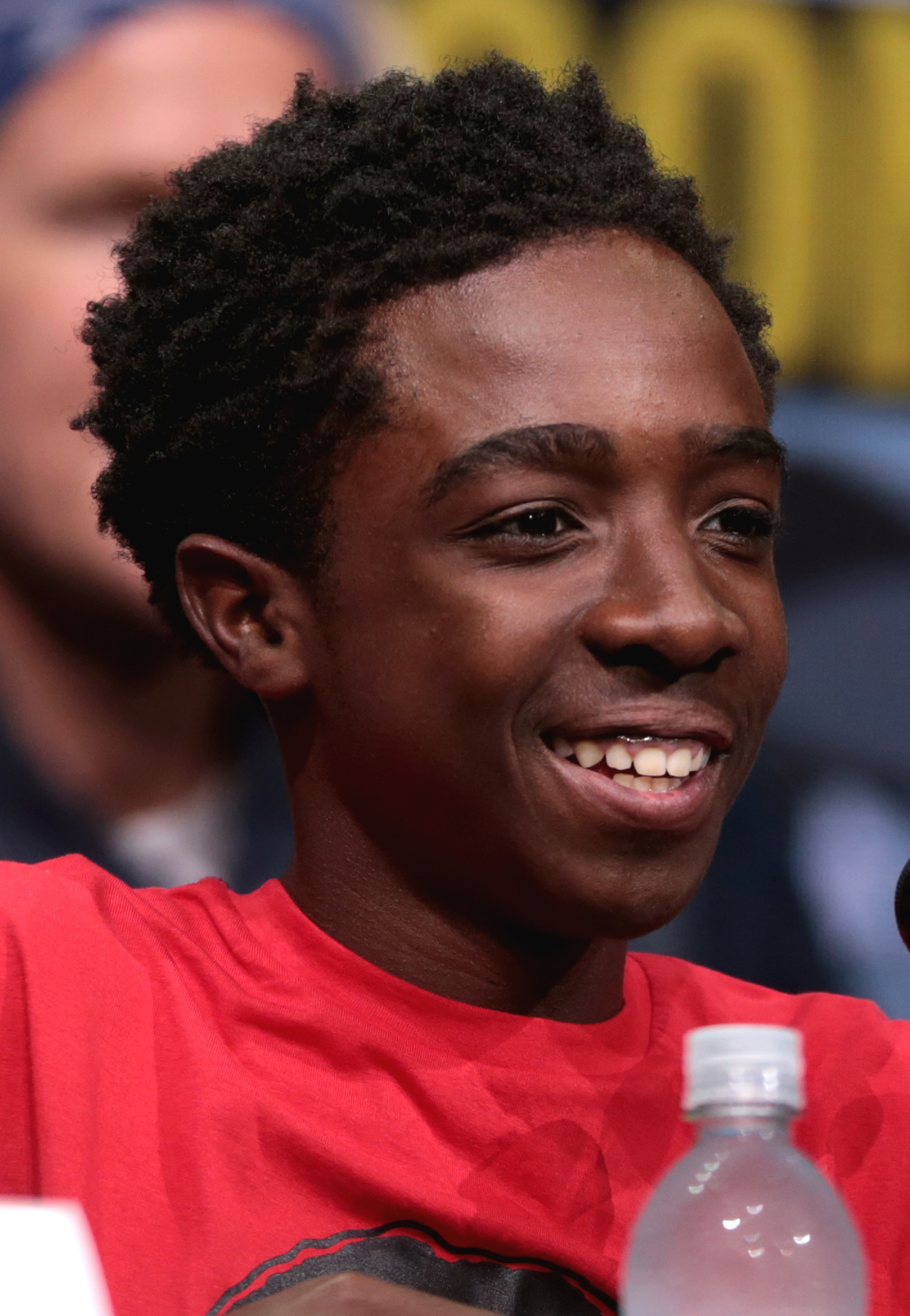
Caleb McLaughlin interpreta Lucas Sinclair
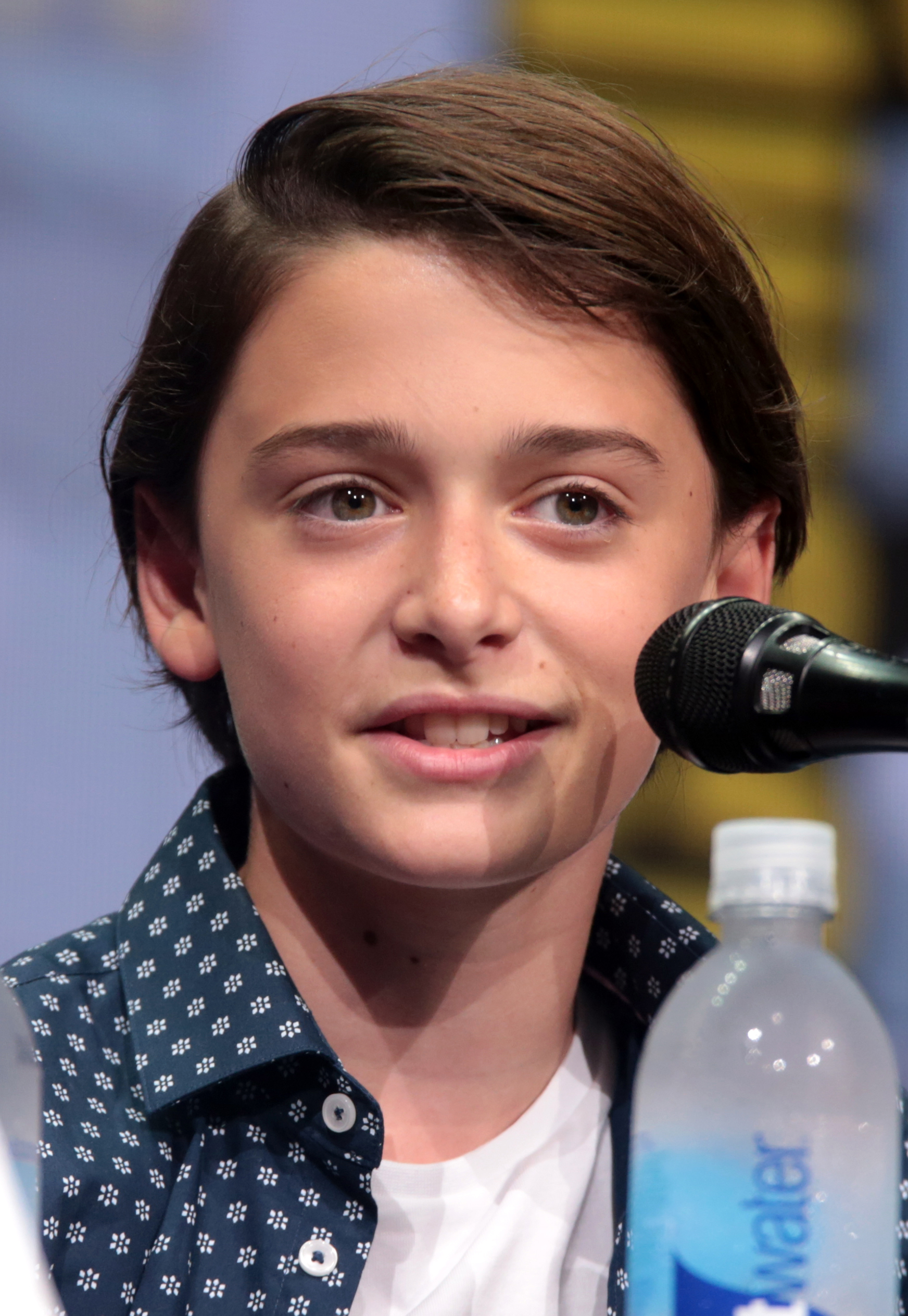
Noah Schnapp interpreta Will Byers
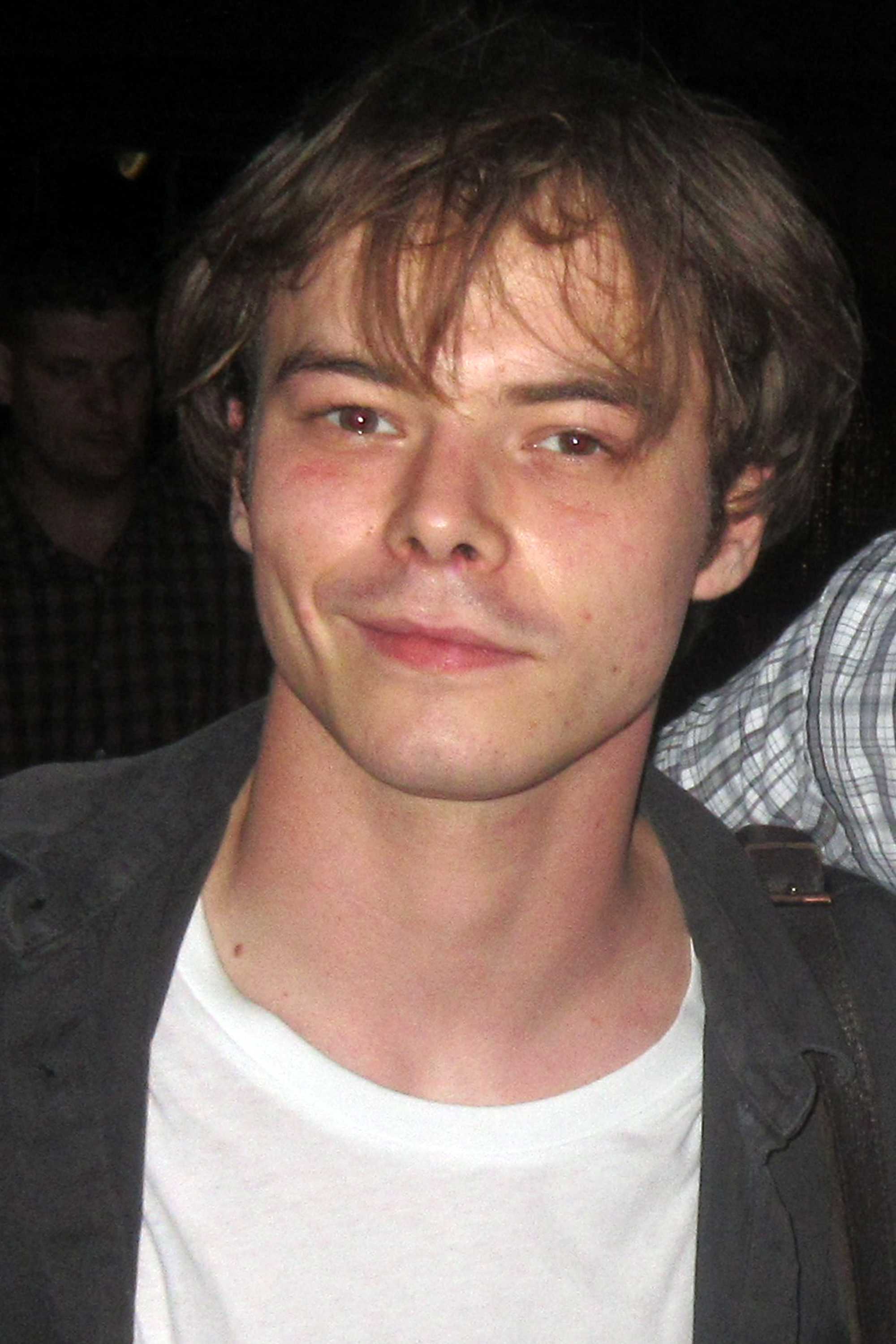
Charlie Heaton interpreta Jonathan Byers
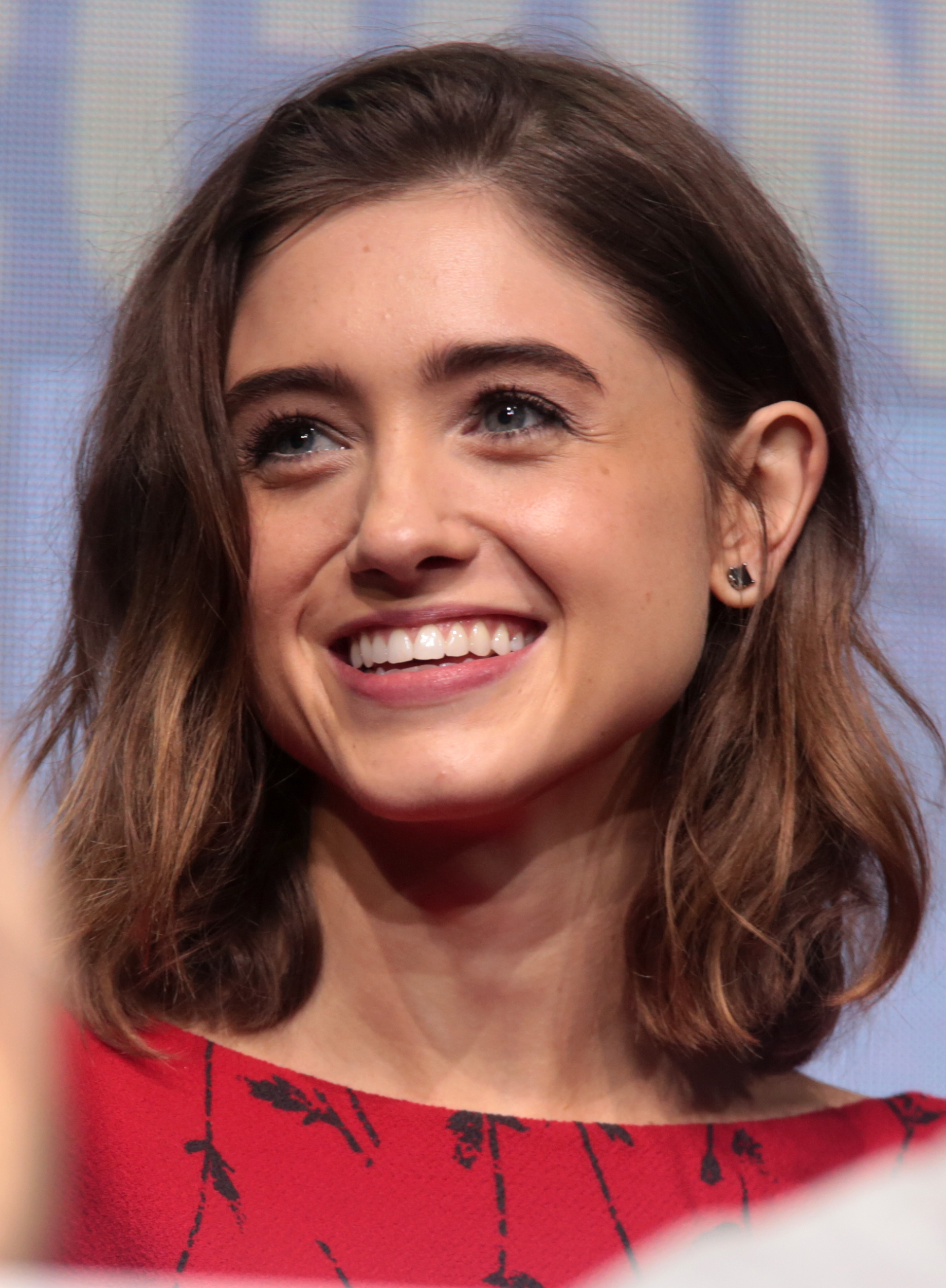
Natalia Dyer interpreta Nancy Wheeler
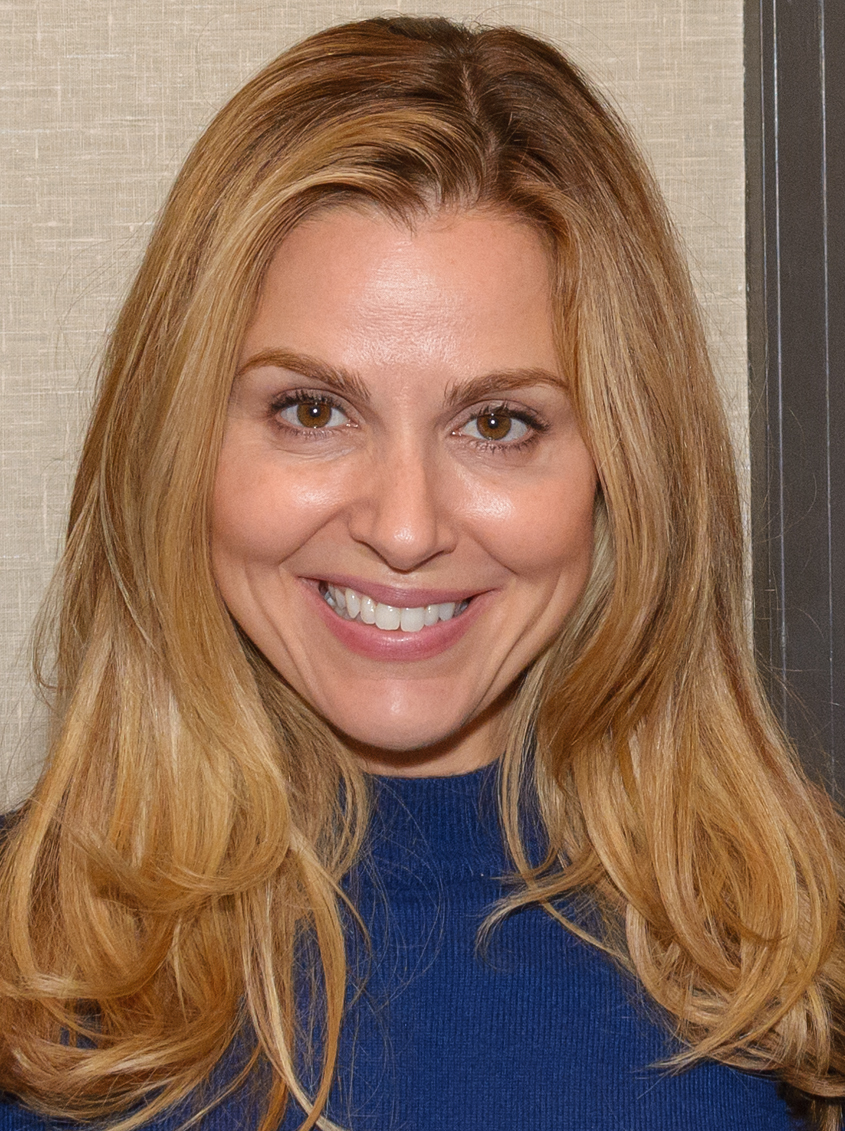
Cara Buono interpreta Karen Wheeler
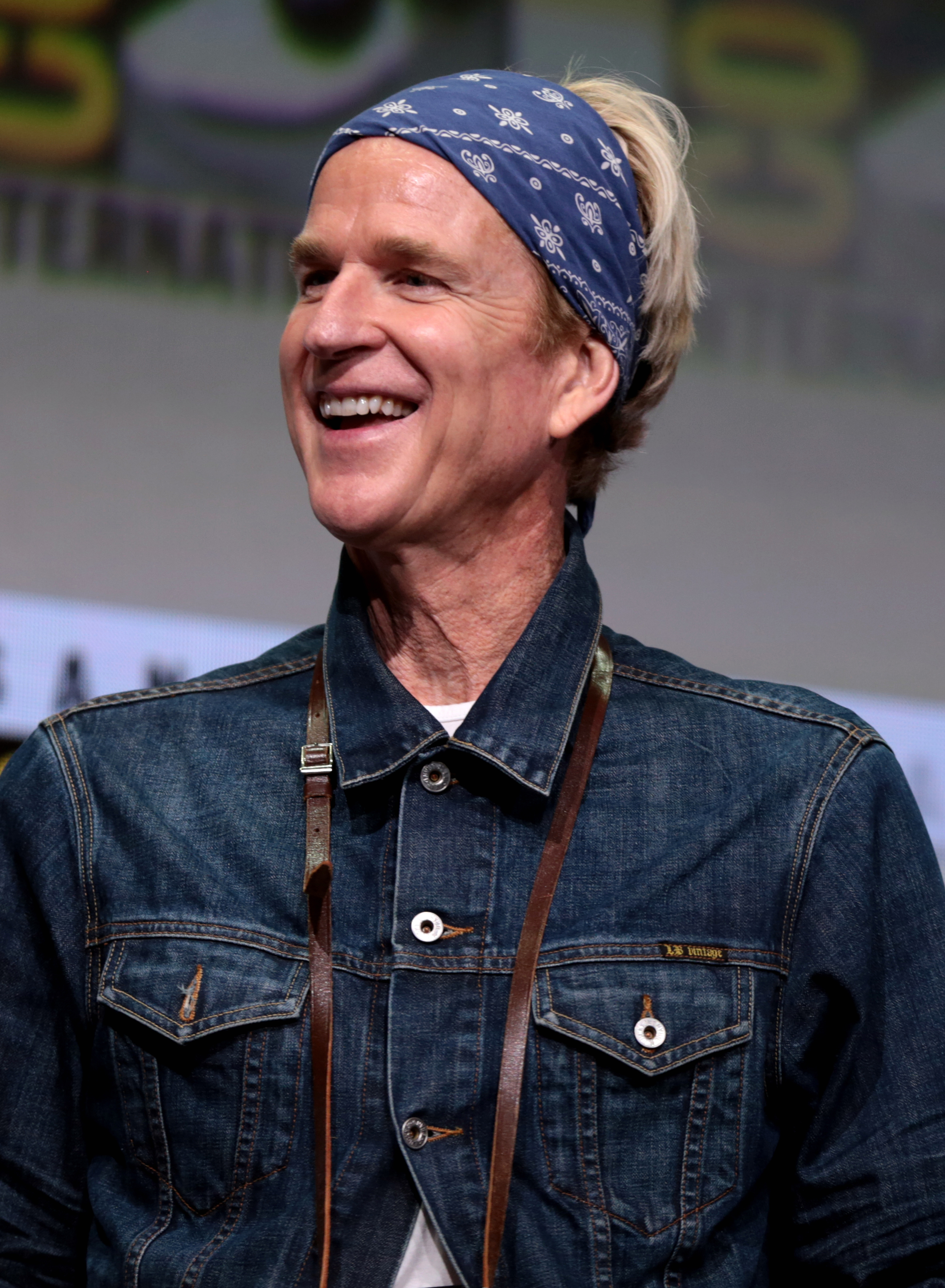
Matthew Modine interpreta Martin Brenner
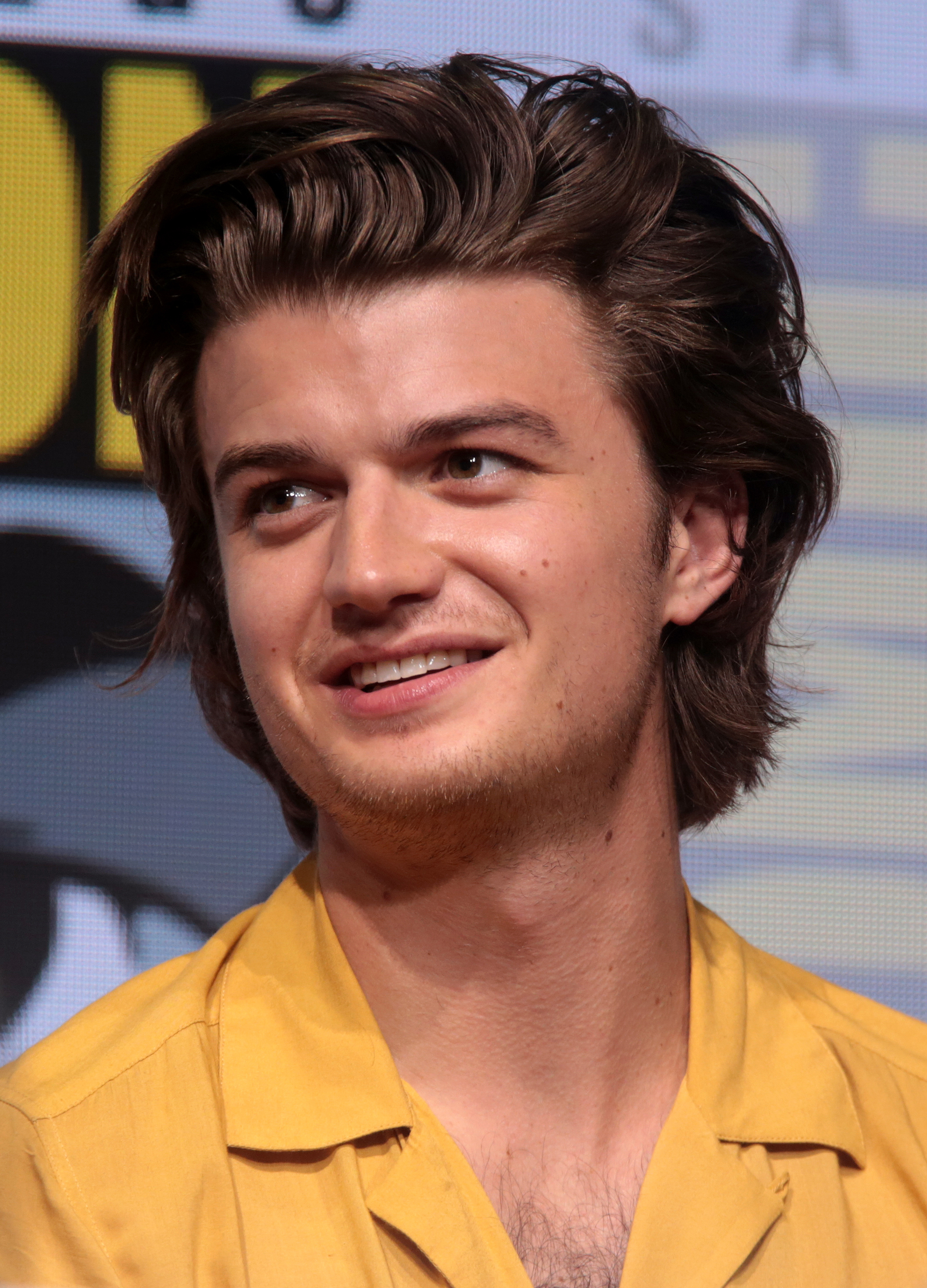
Joe Keery interpreta Steve Harrington
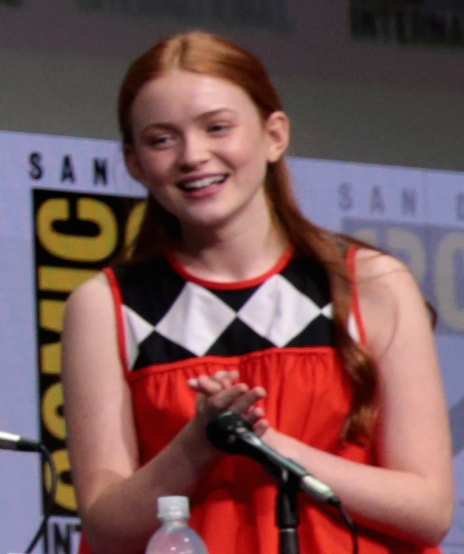
Sadie Sink interpreta Max Mayfield
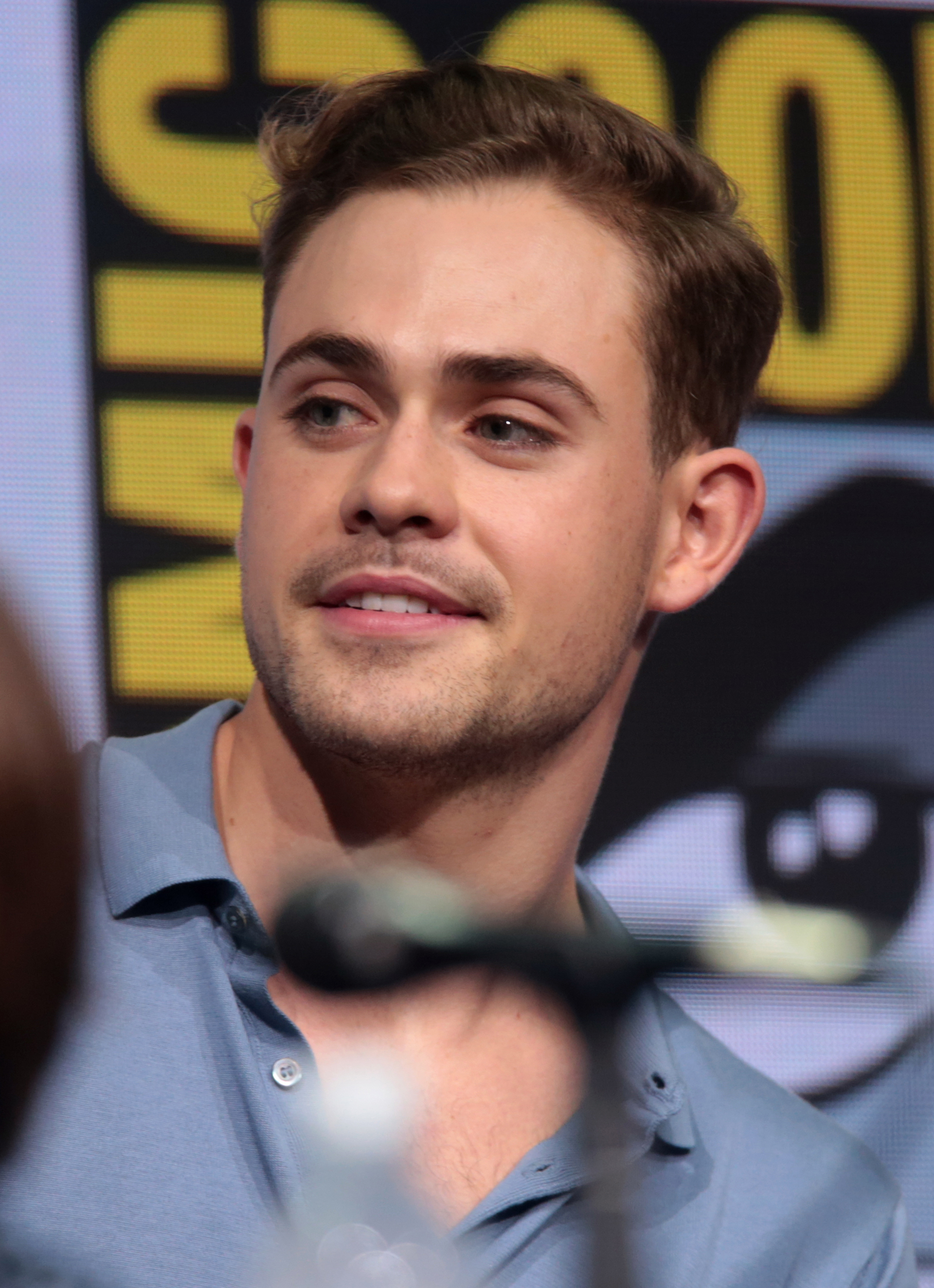
Dacre Montgomery interpreta Billy Hargrove
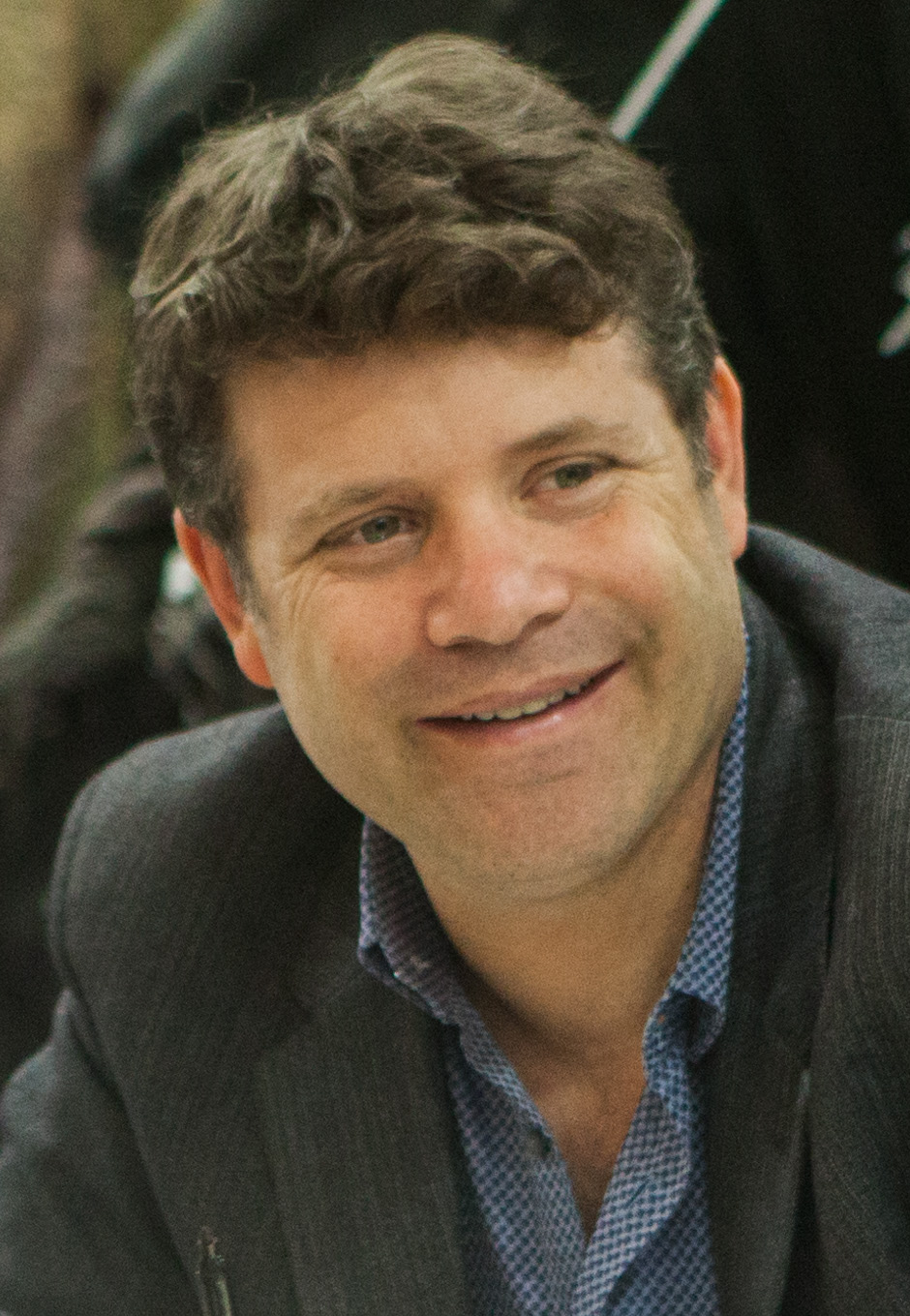
Sean Astin interpreta Bob Newby
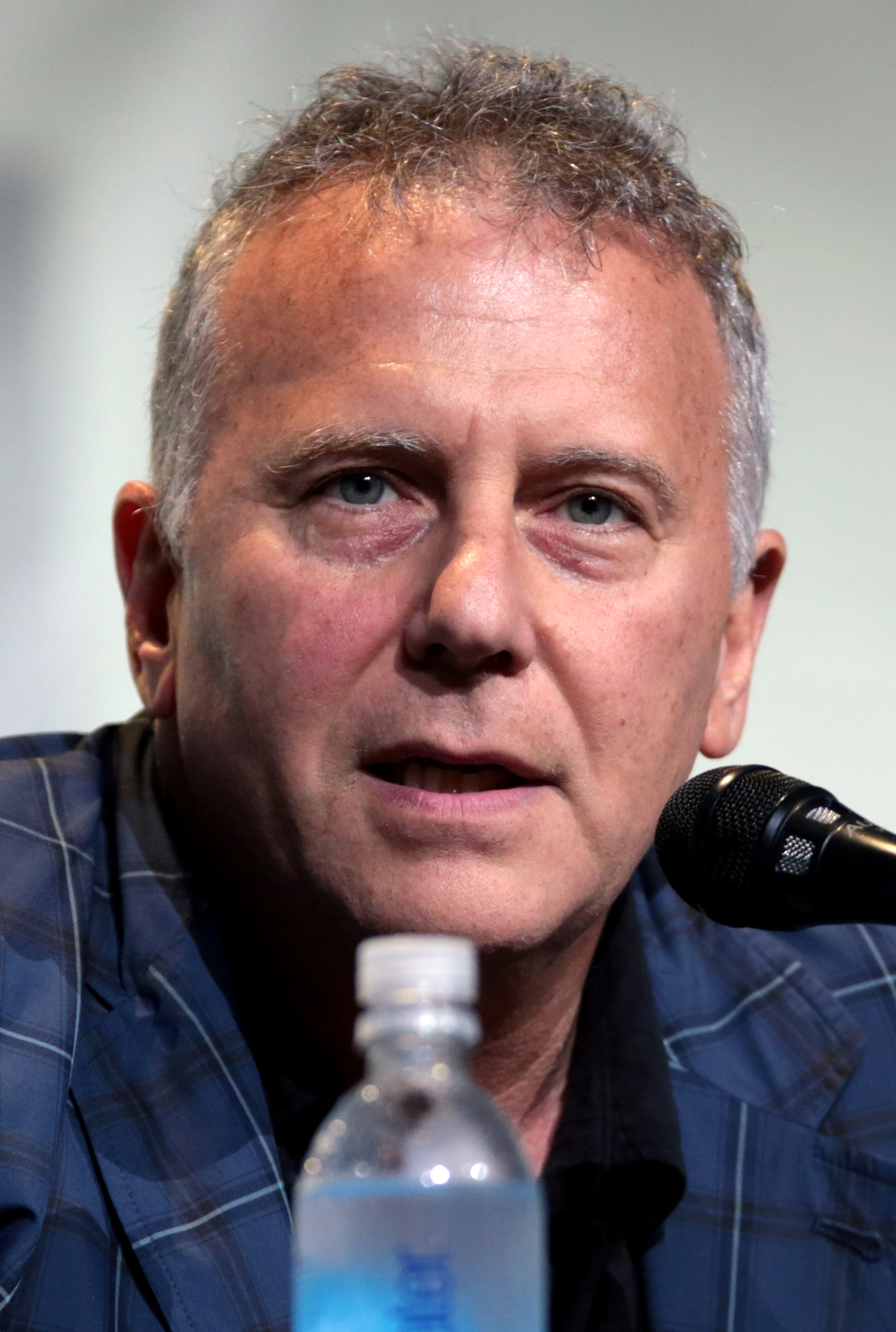
Paul Reiser interpreta Sam Owens
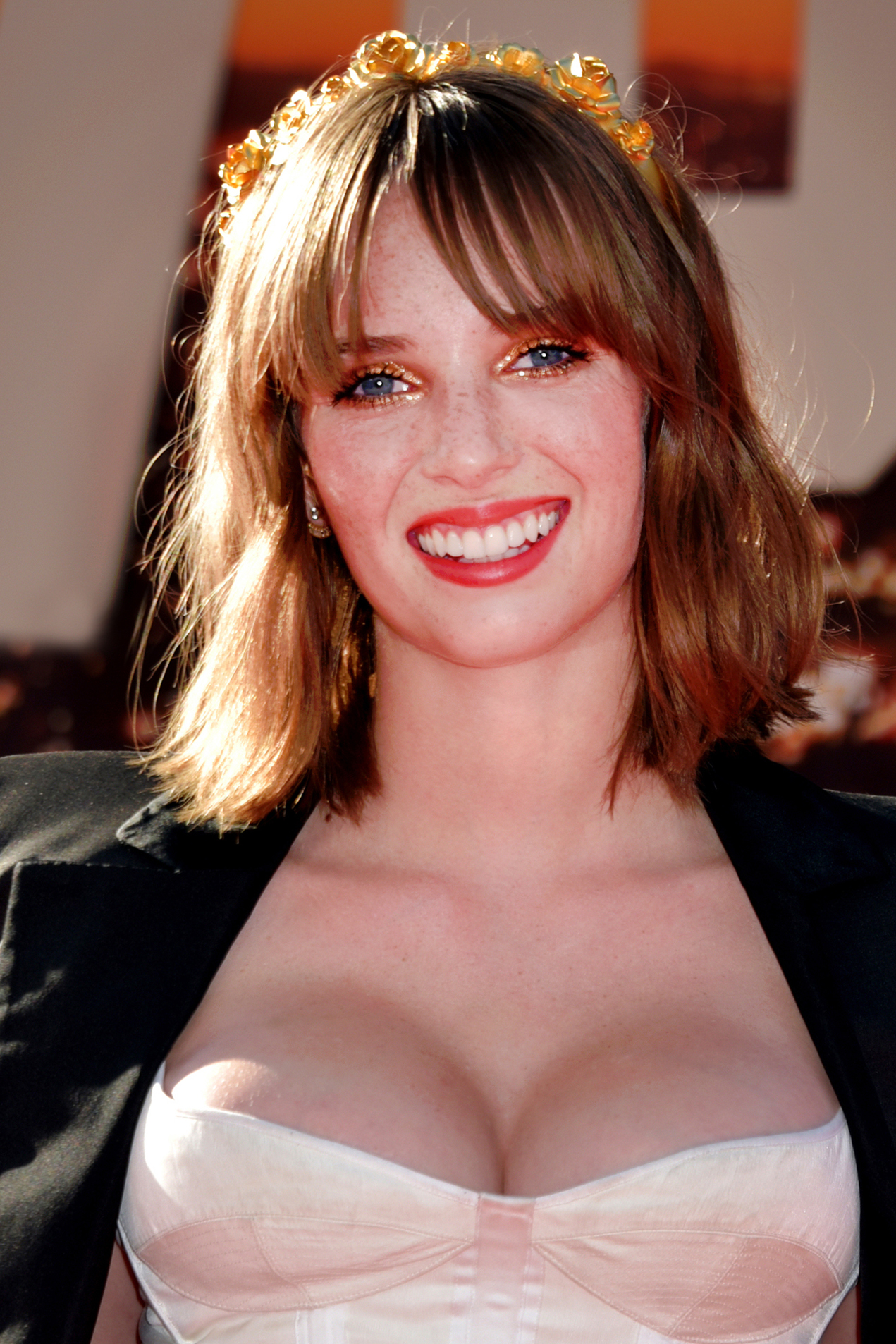
Maya Hawke interpreta Robin Buckley
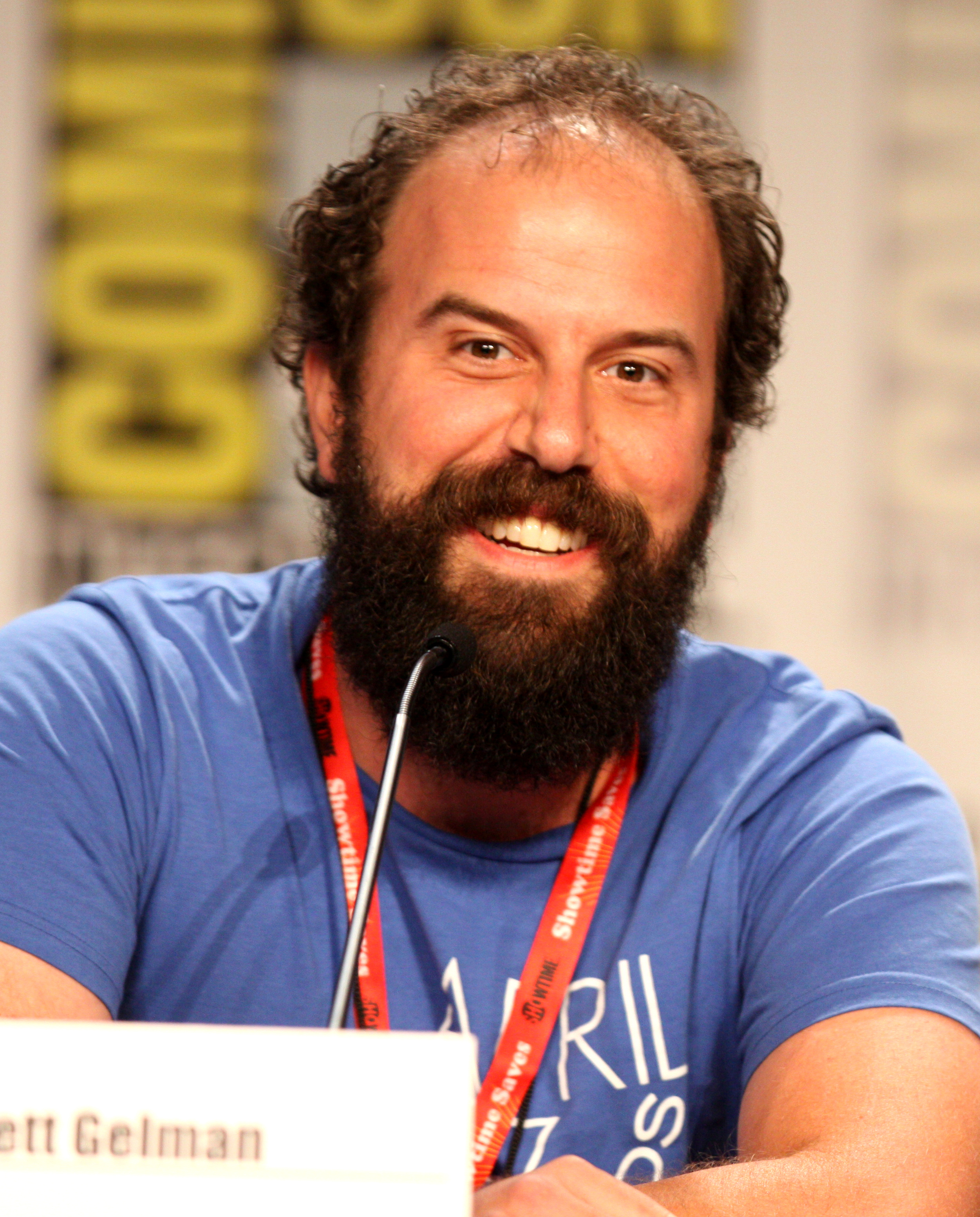
Brett Gelman interpreta Murray Bauman

## Personaggi secondari

### Introdotti nella prima stagione
- Ted Wheeler (stagioni 1-4), interpretato da Joe Chrest, doppiato da Lucio Saccone.
Marito di Karen, padre di Nancy, Mike e Holly. È un uomo poco presente nella vita familiare e non si preoccupa molto delle vicende riguardanti i suoi figli e la moglie.
- Holly Wheeler (stagioni 1-4), interpretata dalle sorelle gemelle Anniston e Tinsley Price, doppiata da Vittoria Benassi.
La sorellina di Mike e Nancy, ultimogenita di Ted e Karen.
- Calvin Powell (stagioni 1-4), interpretato da Rob Morgan, doppiati da Francesco Meoni.
Un agente che collabora con Hopper. Diventa sceriffo tra terza e quarta stagione dopo la scomparsa di Hopper.
- Phil Callahan (stagioni 1-4), interpretato da John Reynolds, doppiato da Emanuele Ruzza.
Un agente che collabora con Hopper.
- Scott Clarke (stagioni 1-3), chiamato dai protagonisti Mr.Clarke, interpretato da Randall P. Havens, doppiato da Alessandro Quarta.
Insegnante di scienze della scuola frequentata da Mike, Lucas, Dustin e Will. Incoraggia i ragazzi nelle loro ricerche e apre loro il mondo sulla tecnologia e sulla scienza.
- Florence "Flo" (stagioni 1-3), interpretata da Susan Shalhoub Larkin, doppiata da Cristina Dian.
Impiegata del dipartimento di polizia e amica di Hopper.
- I Demogorgoni (stagioni 1-4), impersonati da Mark Steger.
Malvagie creature denominate così da Mike, Lucas e Dustin. Ne esistono tanti e nella quarta stagione sono presenti nella prigione sovietica dove Hopper è rinchiuso.
- Tommy H. e Carol (stagioni 1-2), interpretati da Chelsea Talmadge e Chester Rushing, doppiati da Mattia Nissolino ed Emanuela Ionica.
Coppia di amici e fidanzati dai caratteri piuttosto superficiali, che frequenta molto spesso Steve nella prima stagione.
- Barbara Holland (stagioni 1-2), interpretata da Shannon Purser, doppiata da Ludovica Bebi.
Miglior amica di Nancy. È una ragazza buona, dolce e silenziosa. Scompare nella prima stagione esattamente come Will, ma rispetto a lui viene brutalmente uccisa da un Demogorgone.
- Lonnie Byers (guest stagione 1), interpretato da Ross Partridge, doppiato da Davide Marzi.
Ex marito di Joyce e padre naturale di Will e Jonathan. È un uomo scontroso, che va difficilmente d'accordo con Will che reputa fragile e timido, con Jonathan che non lo vuole vedere e ovviamente l’ex-moglie Joyce.
- Connie Frazier (stagione 1), interpretata da Catherine Dyer, doppiata da Carmen Iovine.
Aiutante del dottor Brenner.
- James (stagione 1), interpretato da Cade Jones, doppiato da Federico Bebi.
Insieme a Troy è il bullo della scuola frequentata dai ragazzi.
- Troy (stagione 1) interpretato da Peyton Wich, doppiato da Lorenzo Crisci.
Amico di James, è il bullo della scuola frequentata dai ragazzi.
- Terry Ives (stagioni 1-4), interpretata da Aimee Mullins.
Madre biologica di "Undici". A seguito del rapimento della sua bambina da parte degli agenti del laboratorio (che avevano cercato di insabbiare tutto affermando che la donna avesse abortito) cercherà di recuperarla, venendo tuttavia scoperta e sottoposta a una terapia elettroshock, a seguito della quale rimarrà in stato catatonico.
- Becky Ives (stagioni 1-2), interpretata da Amy Seimetz e doppiata da Valentina Perrella.
Sorella di Terry, della quale si occupa dato il suo stato catatonico, e zia di "Undici".

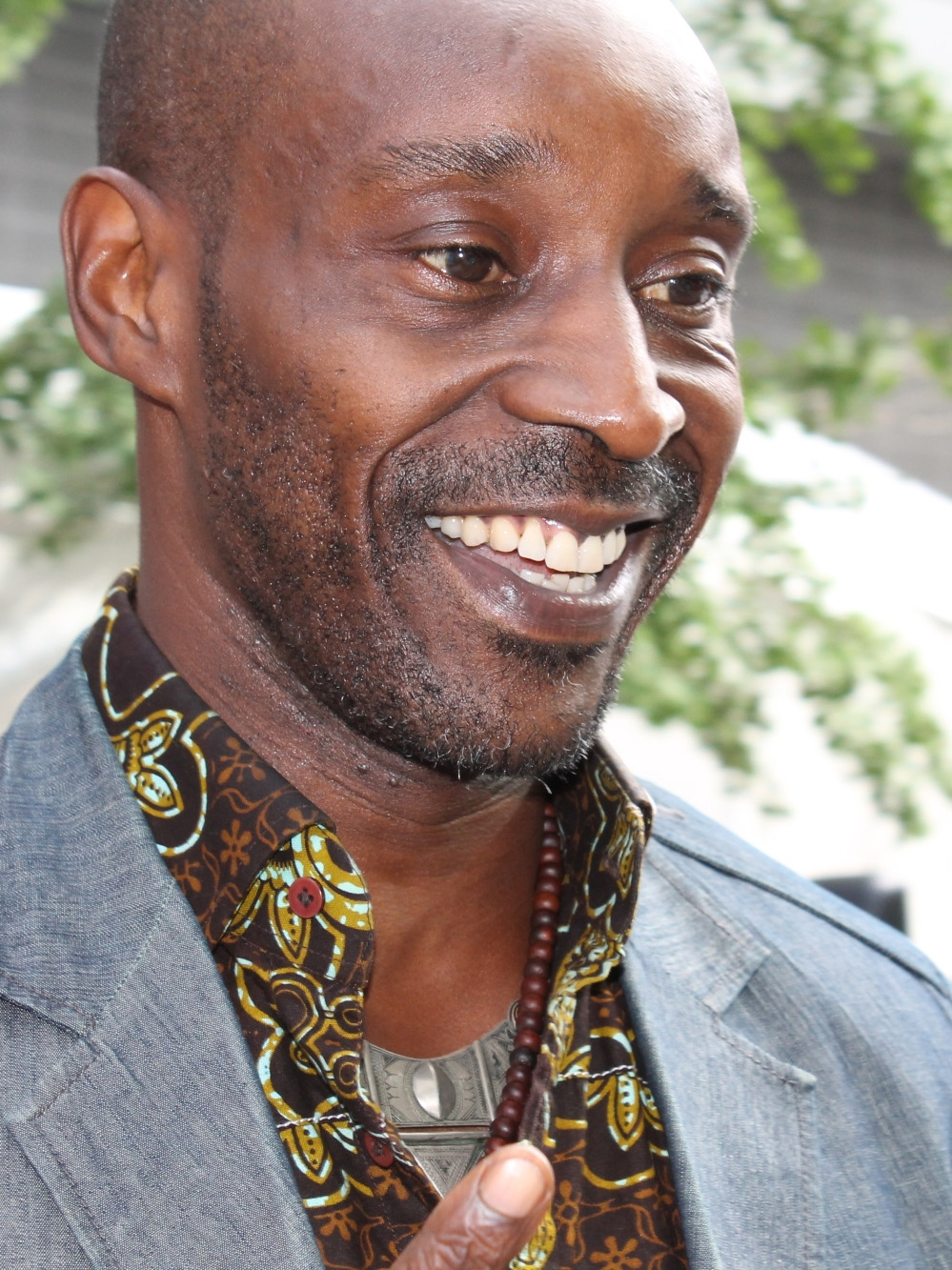
Rob Morgan, interprete di Calvin Powell
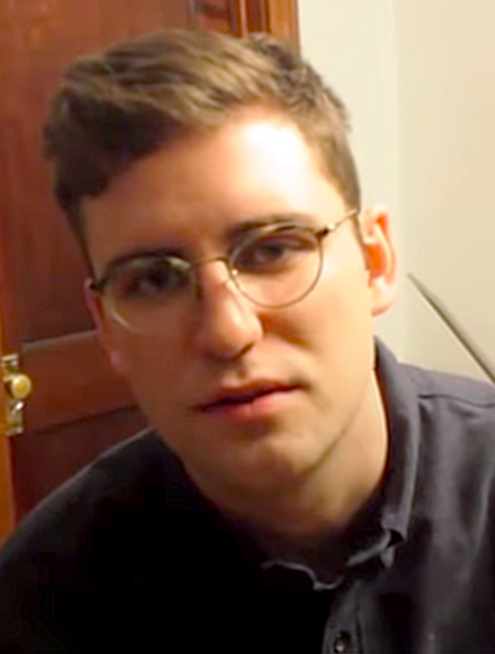
John Paul Reynolds, interprete di Phil Callahan
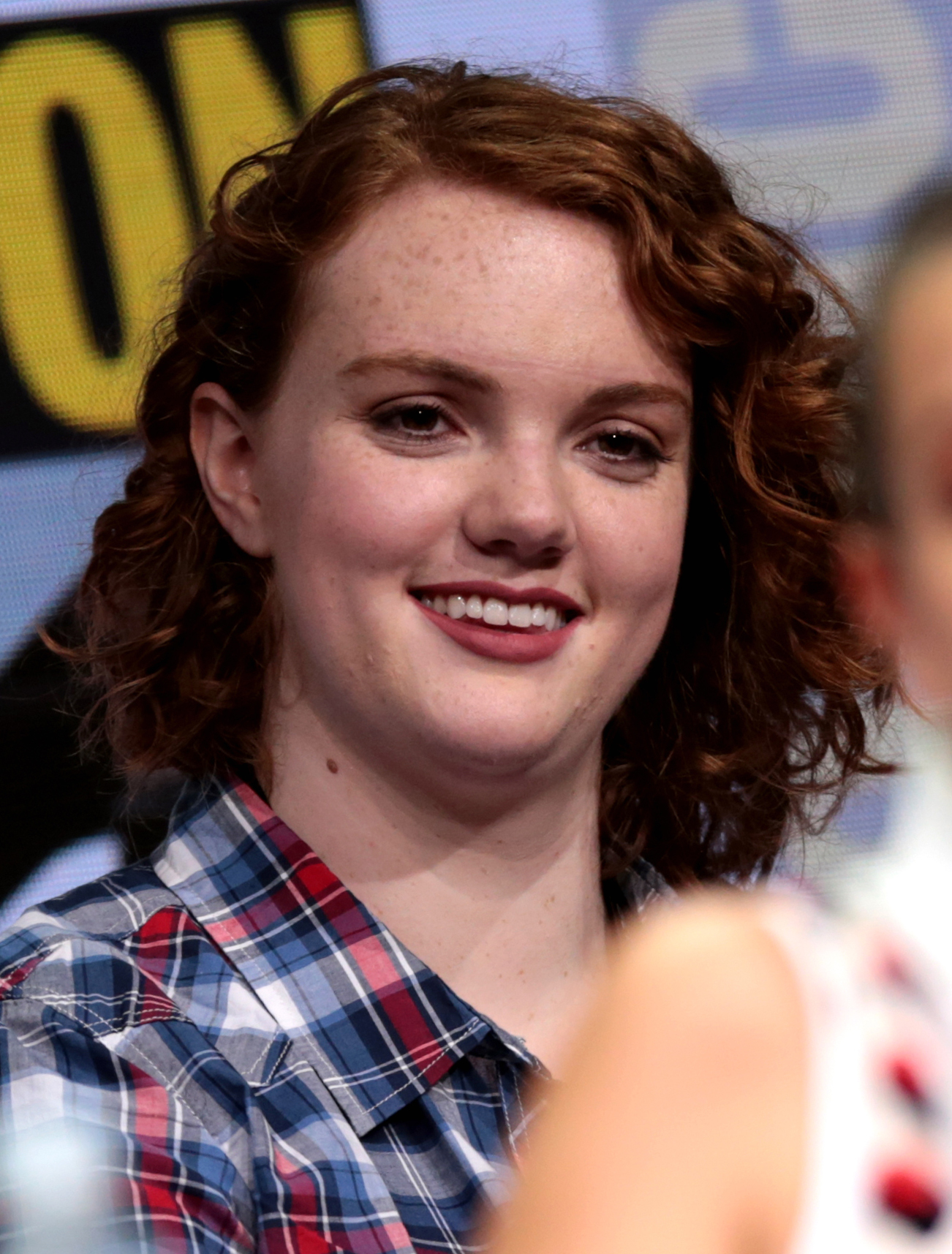
Shannon Purser, interprete di Barbara Holland
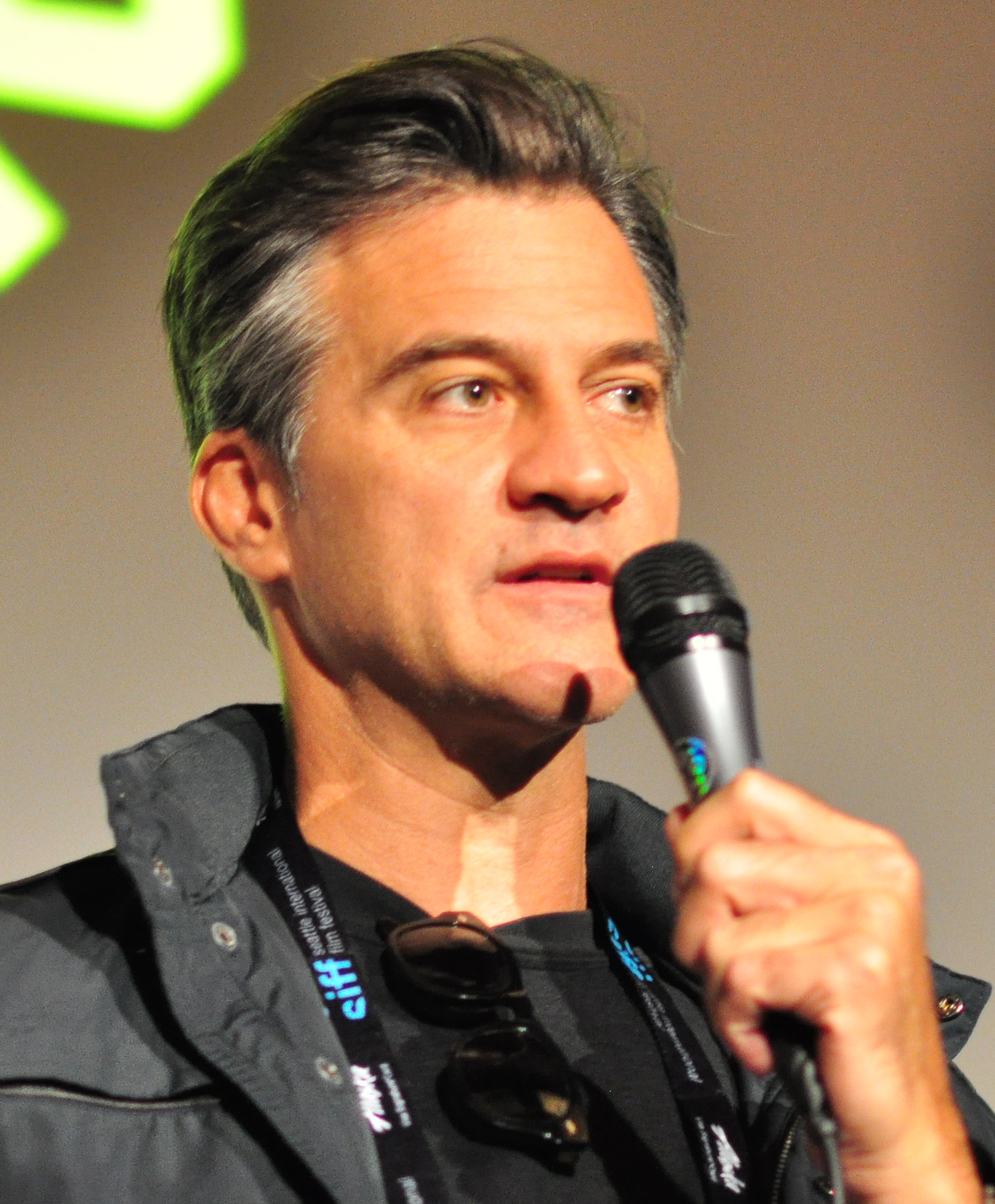
Ross Partridge, interprete di Lonnie Byers
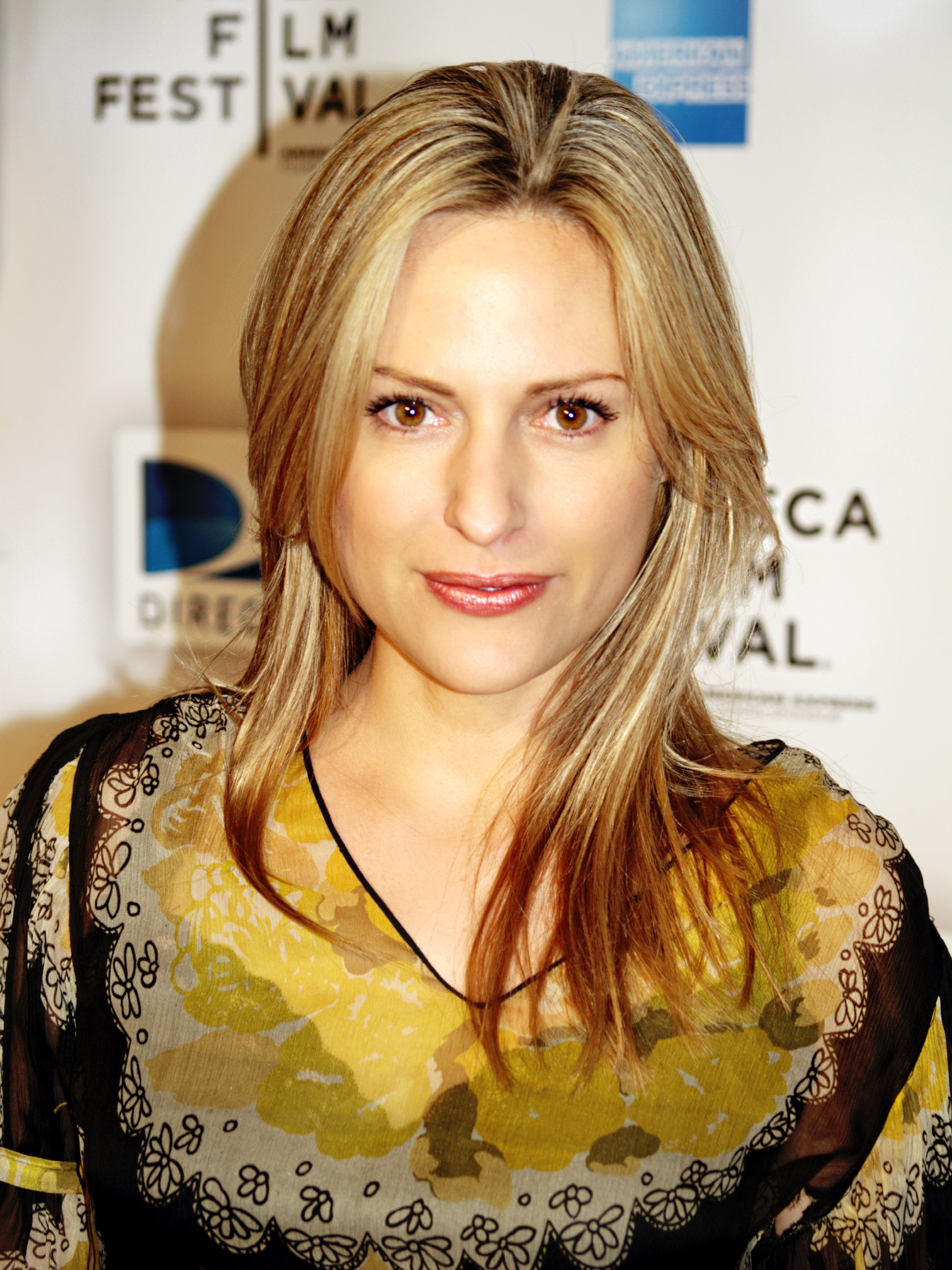
Aimee Mullins, interprete di Terry Ives
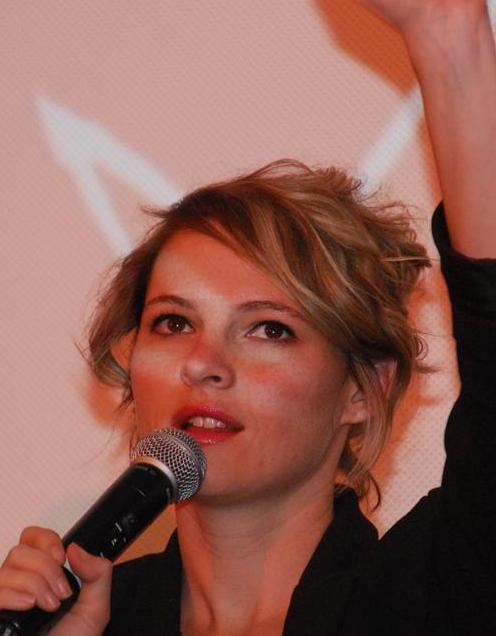
Amy Seimetz, interprete di Becky Ives

### Introdotti nella seconda stagione
- Kali / Otto (stagione 2), interpretata da Linnea Berthelsen e doppiata in italiano da Beatrice Maruffa.
Misteriosa ragazza, segnata da un trauma vissuto da bambina, la quale sembra collegata agli eventi soprannaturali di Hawkins pur essendo originaria di un'altra città, poiché da bambina era nella stanza arcobaleno del laboratorio con Undici quando Terry venne a trovarle e la ragazza la considera sua sorella, in quanto anch’essa ex-cavia di Brenner, col nome di 008.
- Neil Hargrove (stagione 2) interpretato da Will Chase, doppiato da Francesco Venditti.
Padre biologico di Billy e patrigno di Max.
- Keith (stagioni 2-3) interpretato da Matthew Cardarople.
Ragazzo nerd che nella seconda stagione lavora alla sala giochi Arcade, mentre nella terza in una videoteca, assumendo come dipendenti Robin e Steve nel finale.

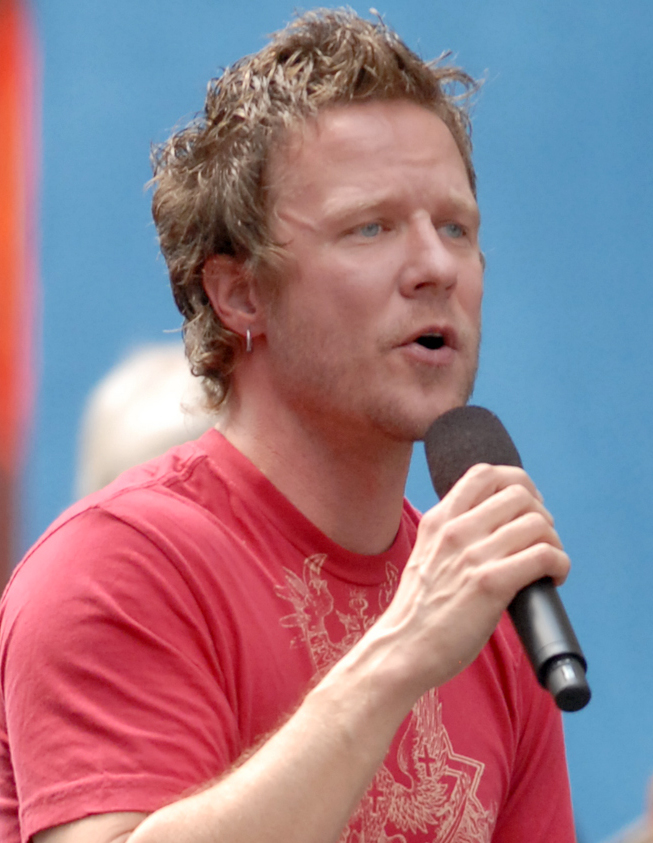
Will Chase, interprete di Neil Hargrove

### Introdotti nella terza stagione
- Larry Kline (stagione 3), interpretato da Cary Elwes, doppiato da Dario Oppido.
Sindaco di Hawkins. Tiene molto alla sua immagine di buon politico e darà il via per la realizzazione di un fantastico lunapark chiamato "Fun Fair" in occasione dei festeggiamenti del 4 luglio. Verrà arrestato dopo gli eventi dello Starcourt Mall.
- Tom Holloway (stagione 3), interpretato da Michael Park, doppiato da Angelo Maggi.
Padre di Heather, editore dell'Hawkins Post. Verrà ucciso e clonato con la moglie, dopo esser stati catturati dalla figlia Heather e da Billy, e verrà ucciso come clone da Jonathan, sciogliendosi e unendosi con il collega Bruce alla massa.
- Bruce Lowe (stagione 3), interpretato da Jake Busey, doppiato da Francesco De Francesco.
Giornalista dell'Hawkins Post, sessista e con un senso dell'umorismo alquanto discutibile, adora prendere in giro Nancy. Verrà ucciso e clonato e il suo clone si unirà con Tom alla massa, sciogliendosi, dopo esser stato ucciso dalla stessa Nancy.
- Heather Holloway (stagione 3), interpretata da Francesca Reale, doppiata da Isabella Benassi.
Attraente bagnina, figlia di Tom. Lavora nella piscina comunale di Hawkins insieme a Billy. Sarà con lui al centro di un mistero durante la terza stagione, dopo che lui l’avrà fatta uccidere e clonare, finendo per sciogliersi e unirsi alla massa.
- Alexei (stagione 3), interpretato da Oleh Yutgof, doppiato da Jacopo Mauriello.
Soprannominato "Smirnoff" da Hopper, è uno scienziato russo preso in ostaggio da Jim e Joyce durante le loro indagini. Morirà ucciso da un sicario sovietico, nel settimo episodio, che voleva uccidere lui, Hopper e Joyce.
- Suzie Bingham (stagioni 3-4), interpretata da Gabriella Pizzolo, doppiata da Lucrezia Roma.
Fidanzata di Dustin dalla 3 stagione, è una ragazza abilissima al computer e figlia di una grande famiglia religiosa. Comparirà brevemente nell’ep. 3x08, dove dirà a Dustin e Hopper tramite collegamento radiofonico la Costante di Planck e aiuterà anche i Byers, Mike e Argyle nella quarta stagione.

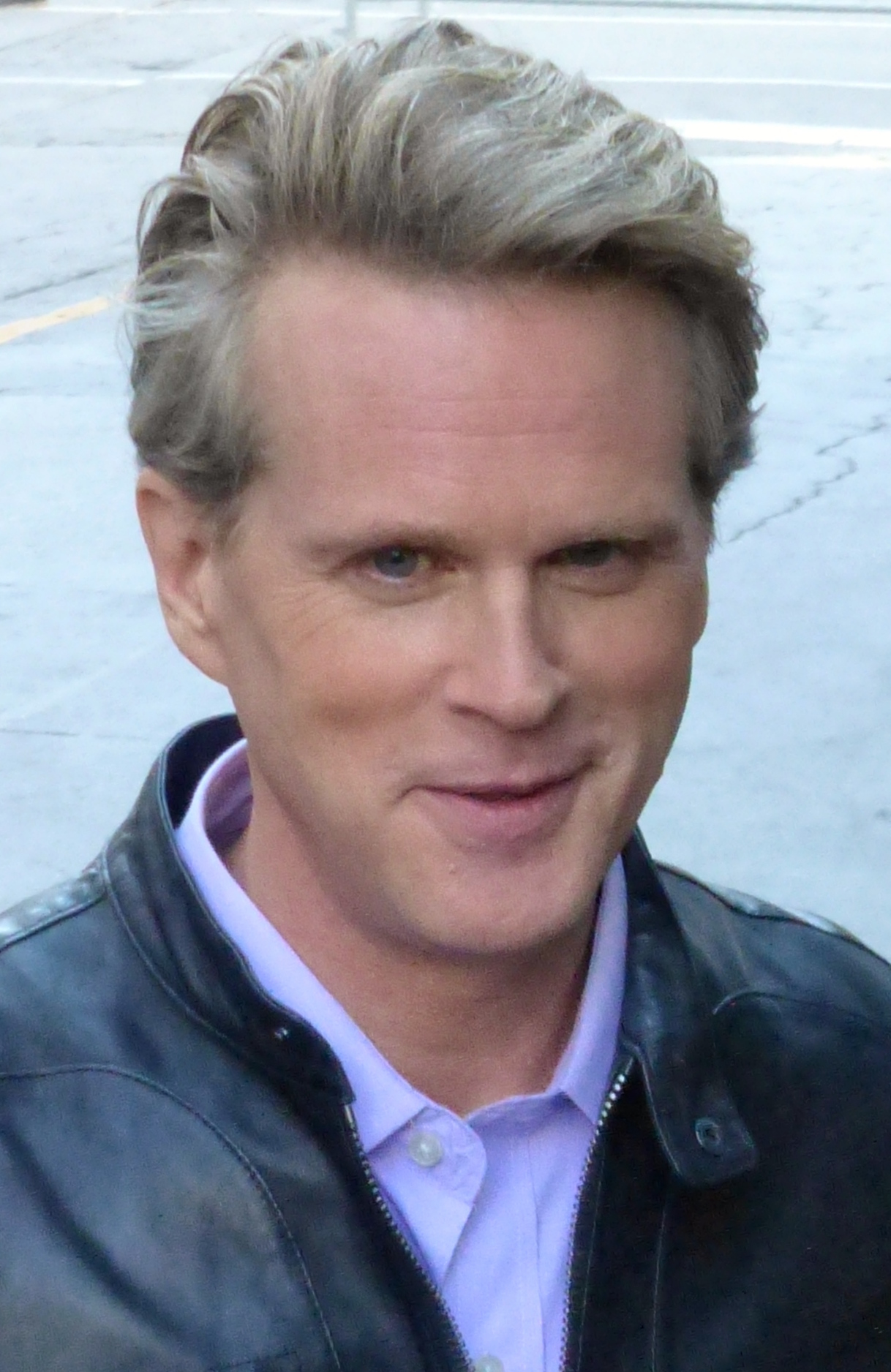
Cary Elwes, interprete di Larry Kline
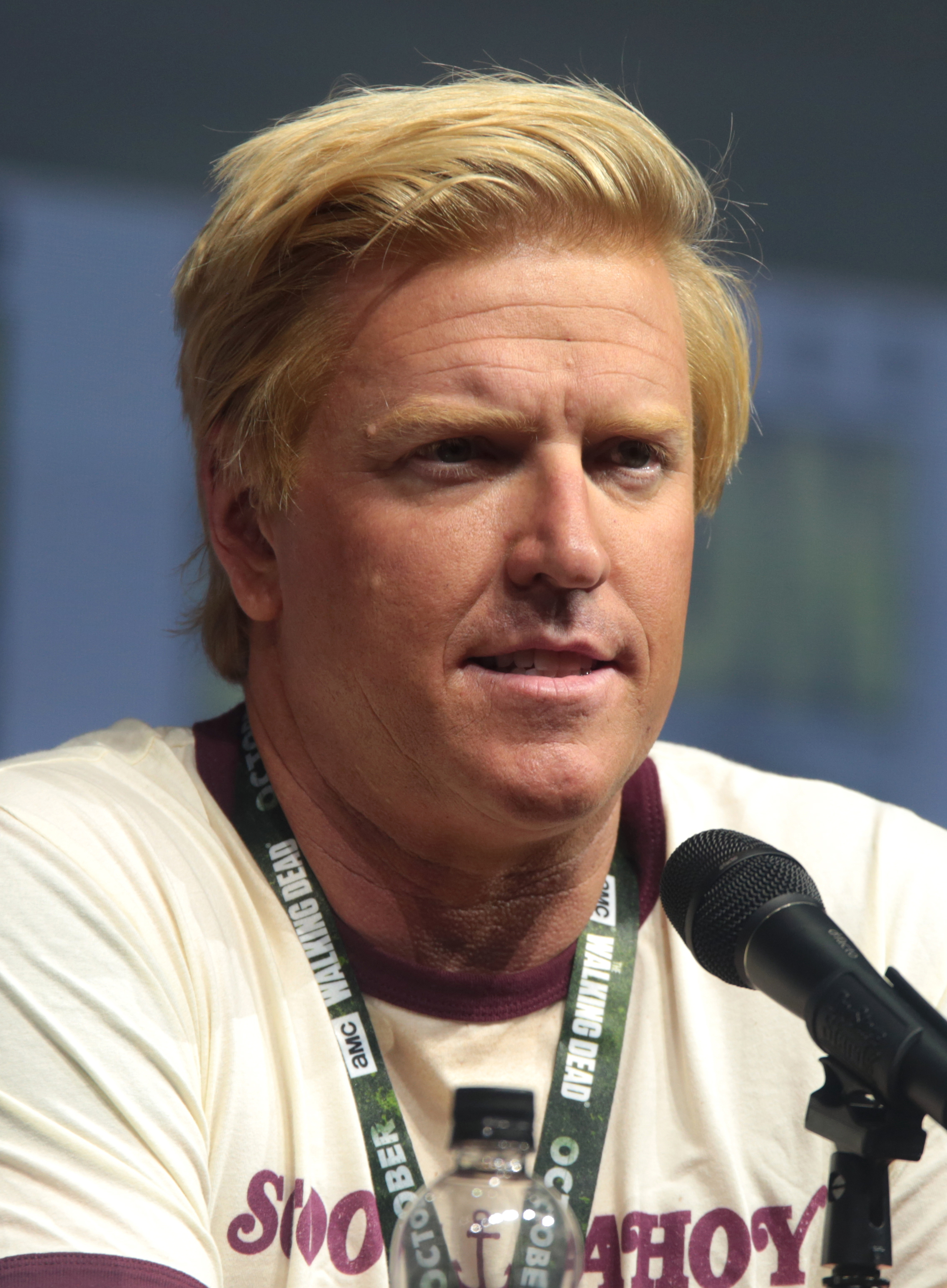
Jake Busey, interprete di Bruce Lowe
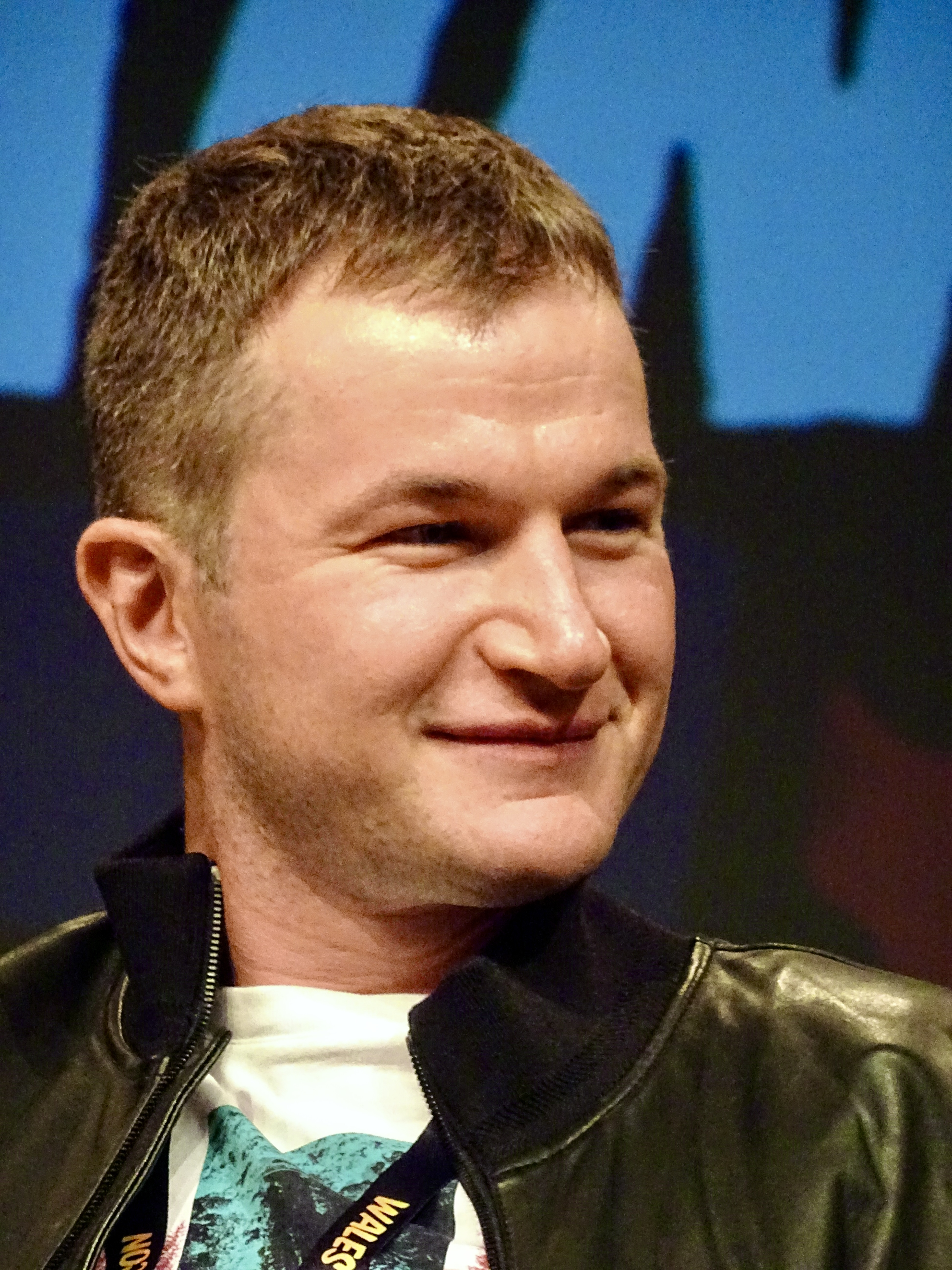
Oleh Yutgof, interprete di Alexei

### Introdotti nella quarta stagione
- Henry Creel / Uno / Vecna (stagione 4), interpretato da Jamie Campbell Bower, doppiato da Davide Perino come Henry Creel / Uno e da Simone Mori come mostro umanoide Vecna.
Principale antagonista nella quarta stagione. Nato Henry Creel, solitario, misantropo e introverso figlio del veterano della Seconda Guerra Mondiale Victor Creel, è dotato di poteri psichici che ha utilizzato per uccidere la propria sorella minore e la madre e indursi un coma profondo, scaricando la colpa sul padre; fu preso in carico dal team del dottor Brenner e divenne quindi Uno, primo degli esperimenti del progetto MK-Ultra, e poi suo assistente. Dopo essersi ribellato e aver sterminato quasi tutti gli altri bambini, si scontrò con Undici e fu da lei confinato nel Sottosopra. Rimasto sfigurato dal passaggio tra i due mondi, si fuse con il Mind Flayer e divenne la creatura mostruosa ribattezzata Vecna, organizzatrice degli eventi precedenti avvenuti ad Hawkins. È nato nel 1947, come Henry ha 12 anni (poiché gli eventi nella sua casa accaddero nel 1959), come Uno ha 32 anni (poiché i ricordi di Undi sono del 1979), come Vecna quasi 40.
- Eddie Munson (stagione 4), interpretato da Joseph Quinn, doppiato da Lorenzo De Angelis.
Eccentrico ragazzo dai capelli lunghi, amante del gioco Dungeons & Dragons e capo dell'Hellfire Club, di cui fanno parte anche Mike e Dustin. Eddie è, inoltre, il primo sospettato per gli omicidi che si verificano ad Hawkins. Verrà ucciso dai Demopipistrelli per aiutare il temporaneo annientamento di Vecna e morirà tra le braccia di Dustin, suo amico stretto. Nato nel 1966, ha circa 19-20 anni negli eventi precedenti alla sua morte.
- Argyle (stagione 4), interpretato da Eduardo Franco, doppiato da Alberto Franco.
Un amico di Jonathan, Will e Undici in California. Guida un camioncino delle pizze, fa il consegnapizze e porta i capelli lunghi. È coetaneo di Jonathan.
- Tenente Colonnello Sullivan (stagione 4), interpretato da Sherman Augustus.
Ufficiale dell'esercito che indaga sulla morte di alcuni studenti ad Hawkins. Minaccia Owens e in seguito i suoi uomini che proteggevano casa Byers per trovare Undici, considerata dal governo una minaccia per lo Stato e causa degli omicidi a causa dei suoi poteri e del suo passato.
- Jason Carver (stagione 4), interpretato da Mason Dye, doppiato da Manuel Meli.
Studente e capitano della squadra di basket dell'Hawkins High. Dopo la morte di Chrissy, sua fidanzata, darà la caccia con due/tre suoi compagni di squadra ai membri dell'Hellfire Club a cui appartengono Mike, Dustin, Erica e Eddie, credendoli responsabili delle morti di Chrissy, di Fred e poi di Patrick un suo amico e compagno di squadra. Quando troverà Lucas, provante a risvegliare Max dal maleficio di Vecna, combatterà contro di lui ma morirà dopo l’apertura dei portali. Ha circa 17-18 anni, dunque coetaneo di Nancy e Robin.
- Chrissy Cunningham (stagione 4), interpretata da Grace Van Dien.
Ragazza del gruppo di cheerleader della Hawkins High e fidanzata di Jason. Sarà la prima vittima di Vecna, che la ucciderà nel caravan dei Munson mentre era per acquistare droga contro le visioni che aveva a causa del demone. È probabilmente coetanea di Jason o di un anno più piccola.
- Eden Bingham (stagione 4), interpretata da Audrey Holcomb.
Sorella di Suzie, sviluppa un interesse amoroso per Argyle con cui fuma erba nel suo camioncino. Probabilmente è un anno o due più grande di lui.
- Fred Benson (stagione 4), interpretato da Logan Riley Bruner, doppiato da Niccolò Guidi.
Ragazzo del giornale scolastico che si avventura con Nancy ad indagare e a scrivere articoli sugli strani casi di morte. Sarà la seconda vittima, dopo Chrissy, di Vecna, che lo ucciderà in una strada desolata al fianco della foresta.
- Vickie (stagione 4), interpretata da Amybeth McNulty, doppiata da Sara Labidi.
Ragazza bisessuale della banda della scuola per cui Robin sviluppa una cotta.
- Wayne Munson (stagione 4), interpretato da Joel Stoffer.
Lo zio di Eddie con cui abita nel caravan fino alla sua fuga causa la brutale morte di Chrissy. Cercherà il nipote, da lui ritenuto non colpevole, durante tutta la stagione, e saprà della sua eroica morte durante un commovente discorso di Dustin a cui lui non riuscirà a trattenere le lacrime.
- Dmitri Antonov “Enzo” (stagione 4), interpretato da Thomas Wlaschiha.
È una guardia corrotta sovietica della Kamčakta che aiuta Hopper a scappare ed essere salvato da Joyce tramite una bambola sovietica con un biglietto, che afferma che è vivo, firmato “Enzo”, ovvero il ristorante dove dovevano andare a mangiare i due dopo gli eventi dello Starcourt, facendo si che egli ottenga i soldi di Hopper (destinati ad Undici). A causa del suo socio Yuri, che doveva accompagnare Joyce e Murray dall’Alaska all’URSS, viene scoperto e incarcerato perché quest’ultimo li tradisce informando il KGB. Ma gli americani lo neutralizzano e riescono a salvare Enzo e Hopper dalla battaglia contro il Demogorgone, di cui risultano gli unici sopravvissuti, scappando dalla prigione sovietica. Ha circa 40 anni e ha un figlio adolescente, Mikhail e, in cella, diventerà amico di Hopper.
- Yuri Ismaylov (stagione 4), interpretato da Nikola Duricko.
Socio di Dmitri (Enzo) e bugiardo contrabbandiere russo di burro d’arachidi ed altra merce americana. Cattura Joyce e Murray informando il KGB e tradendo Enzo e Hopper. Verrà neutralizzato dai due americani durante il volo verso la Kamčakta e rimarrà loro prigioniero fino alla liberazione della guardia sovietica e del poliziotto americano e la seguente partenza per il tornare ad Hawkins di Joyce, Murray ed Hopper.
- Angela (stagione 4), interpretata da Elodie Grace Orkin.
È una viziata, prepotente e arrogante ragazza che frequenta la Lenora Hills High School in California; da subito prende in antipatia Undi, umiliandola e bullizzandola nei modi più crudeli assieme al suo gruppo di amici (tra cui il fidanzato Jake). Successivamente Undici, per vendicarsi, colpirà violentemente Angela in faccia con un pattino, rompendole il naso e causandole una commozione cerebrale.

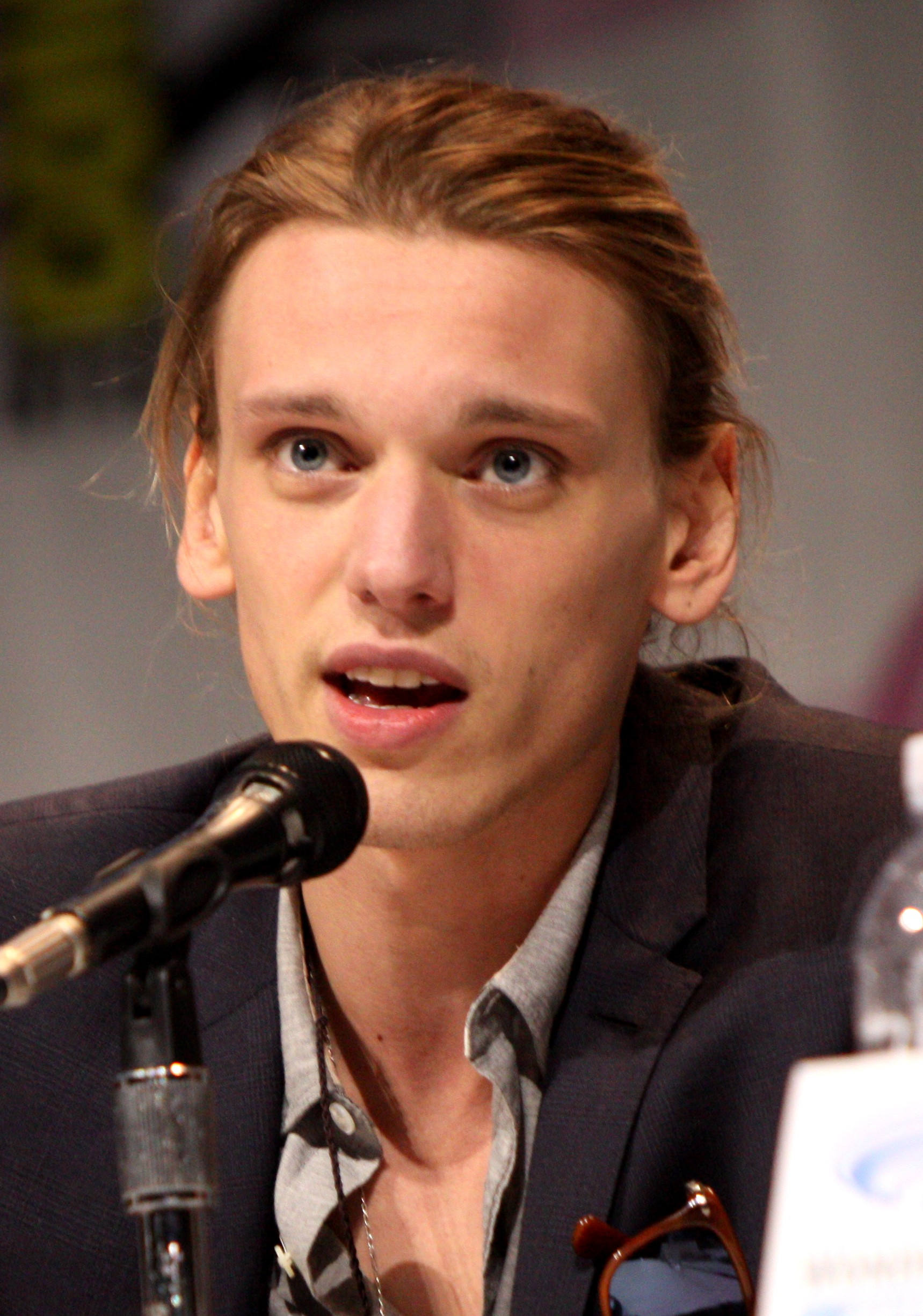
Jamie Campbell Bower, interprete di Henry Creel / Uno / Vecna
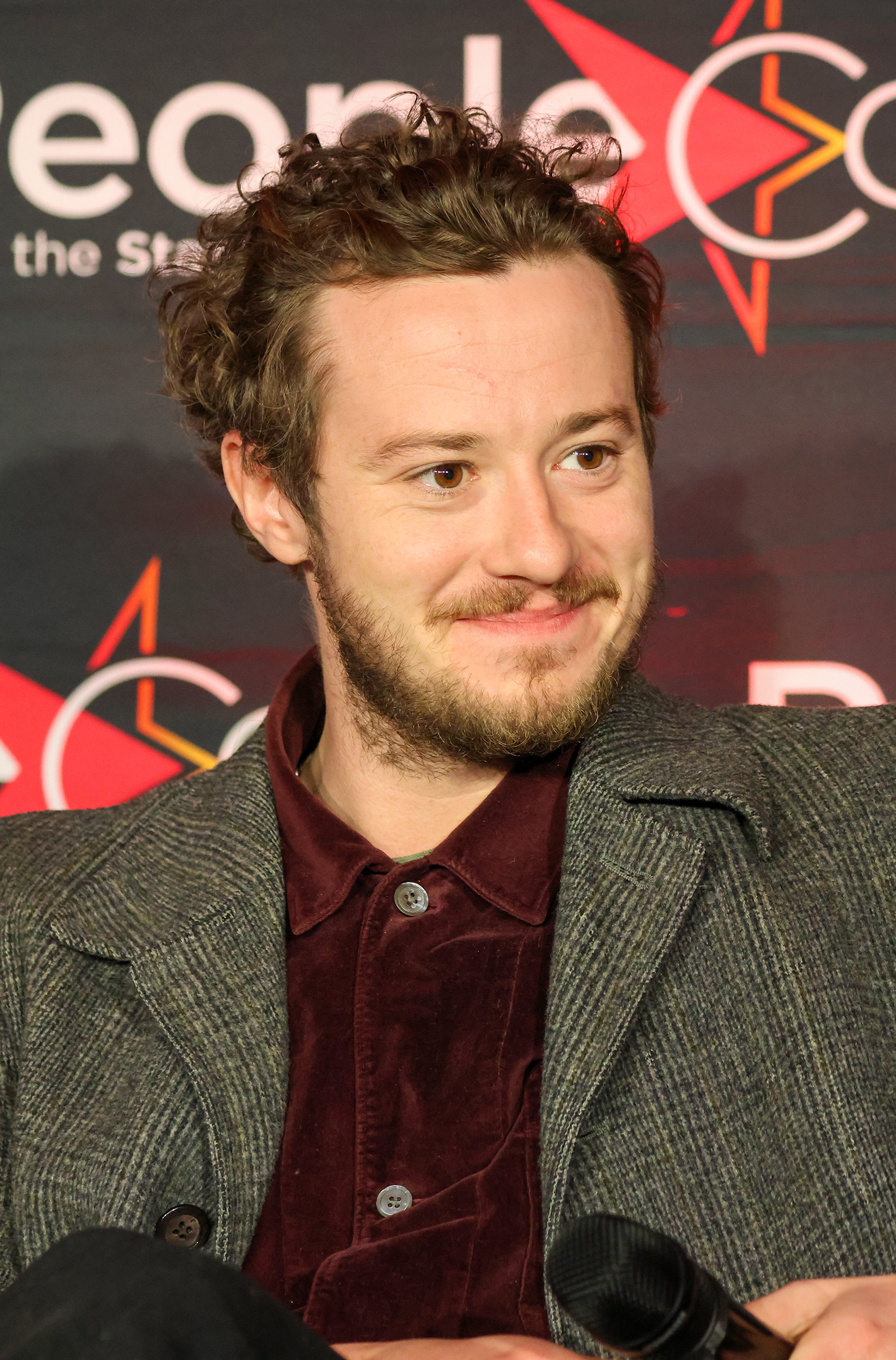
Joseph Quinn, interprete di Eddie Munson
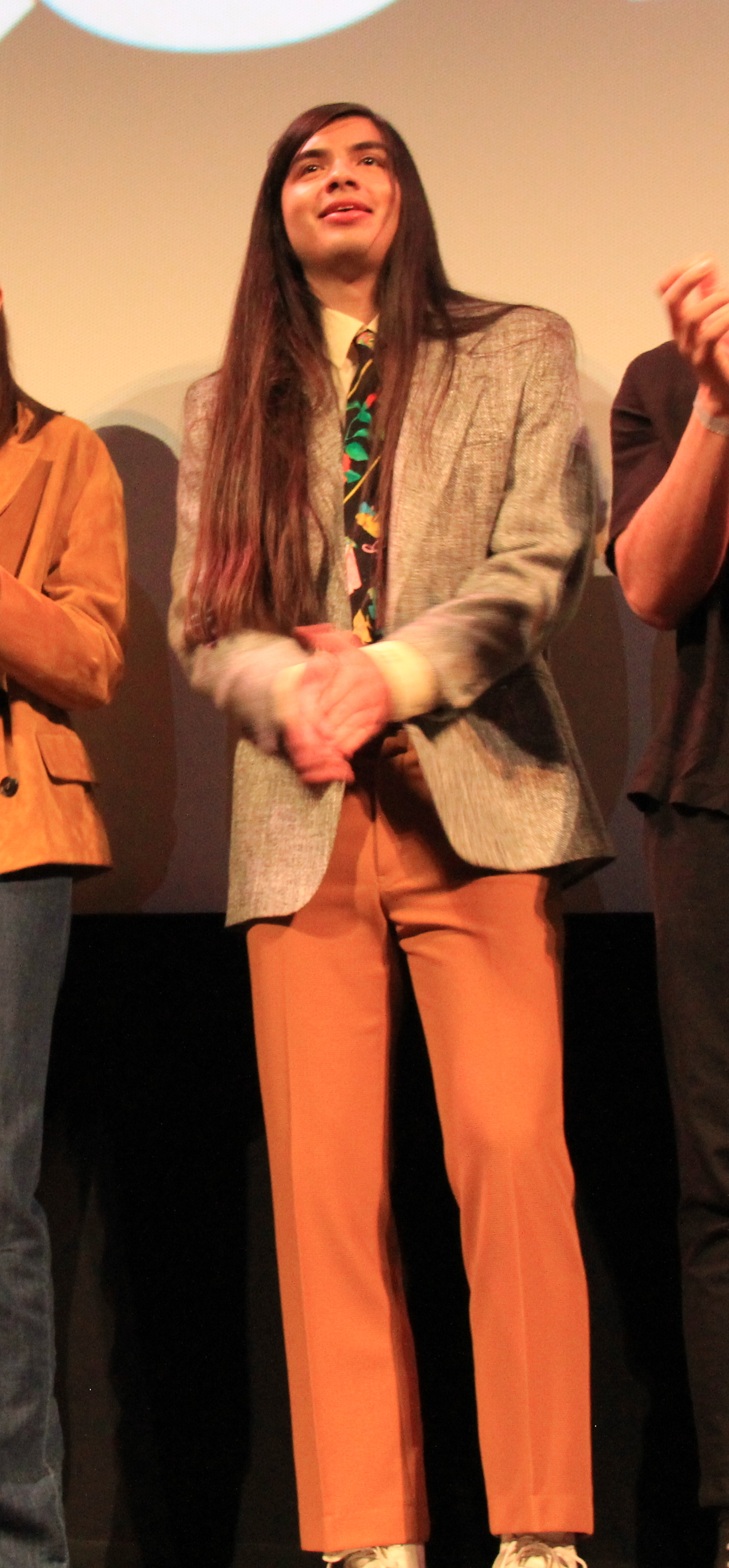
Eduardo Franco, interprete di Argyle
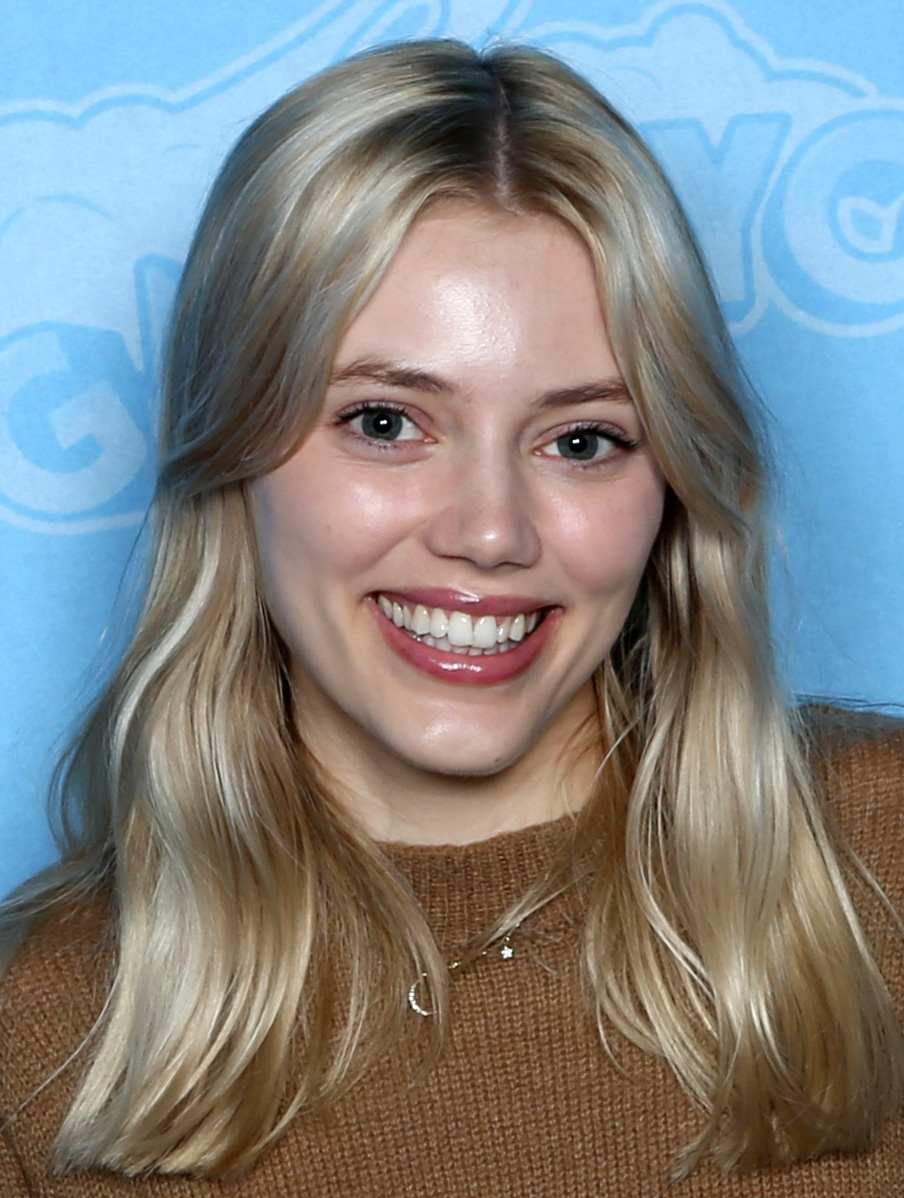
Grace Van Dien, interprete di Chrissy Cunningham
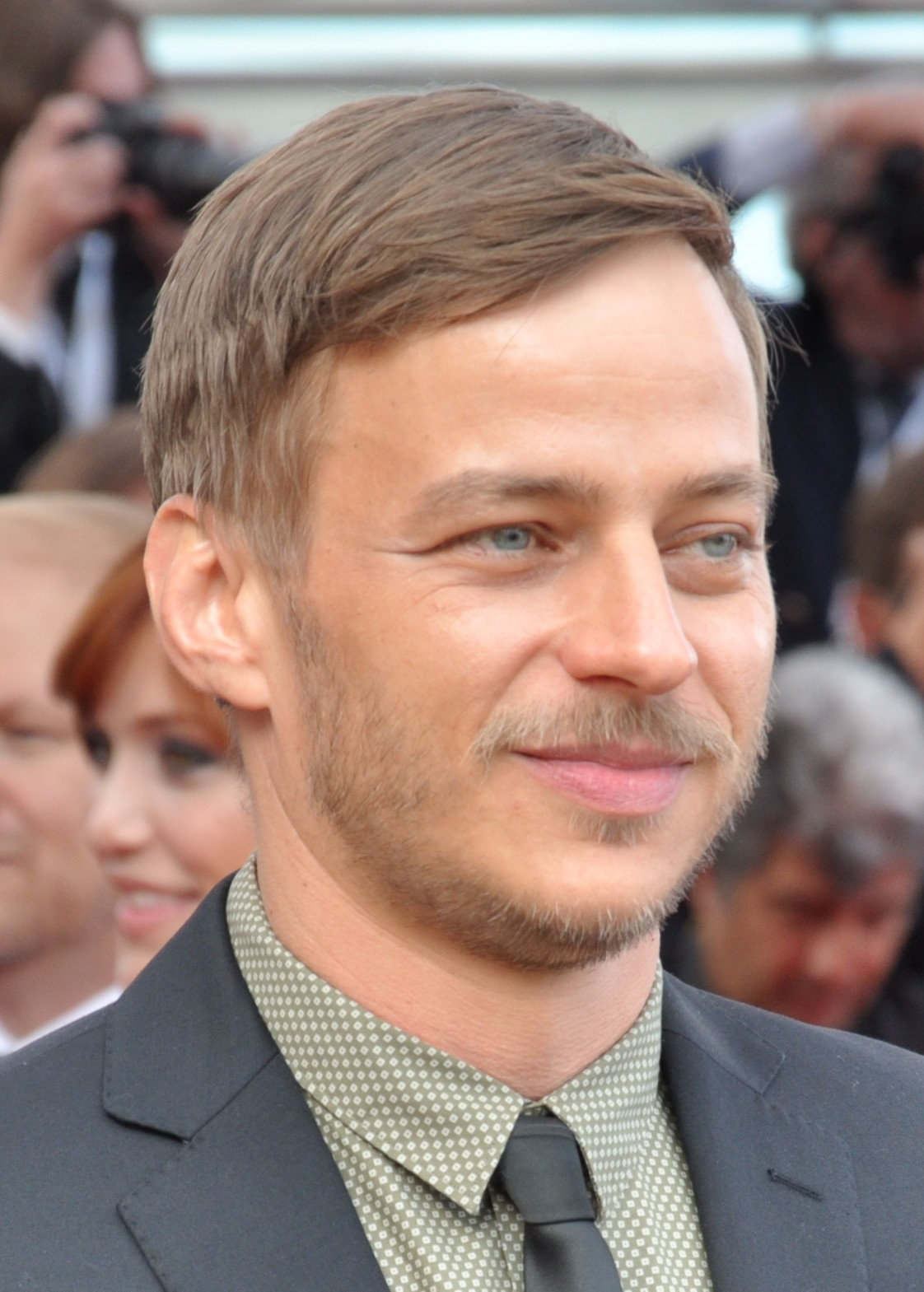
Tom Wlaschiha, interprete di Dmitri Antonov “Enzo”